# Premià de Mar
Premià de Mar és una vila i municipi de Catalunya situat a la comarca del Maresme. Se situa al litoral de la comarca, a uns vint quilòmetres al nord de la ciutat de Barcelona. Limita amb el Masnou, Vilassar de Mar i Premià de Dalt. Està inscrit a l'Associació de Municipis per la Independència. Les primeres dades històriques de la població maresmenca daten del Neolític inicial. Aquestes dades són importants, ja que es constata la presència humana al mateix lloc on molts segles després s'aixecarà el municipi de Premià de Mar amb una cronologia tan antiga com és l'entorn del 4.500 a.C. o poc abans.
La seva tradició pesquera i industrial ha minvat progressivament al llarg del segle XX. Actualment, Premià de Mar és principalment una ciutat de serveis i disposa de diversos carrers comercials així com espais de lleure i oci. També ofereix diferents recursos tant en l'àmbit educatiu com sanitari, amb la presència de centres com l'Escola La Salle Premià de Mar o l'Institut Serra Marina.
Culturalment, Premià de Mar compta amb un museu municipal, dos teatres i una biblioteca. Celebra la festa major del 9 al 14 de juliol en honor de Sant Cristòfol. Premià de Mar també disposa d'edificacions de l'època premodernista dedicades a escoles com ara La Salle, l'Assís o La Lió.
Socialment, Premià de Mar és una ciutat amb diverses entitats veïnals, culturals i esportives. En esports, probablement, el més popular sigui el futbol, màxim exponent del qual és el Club Esportiu Premià de Mar, però també té clubs i equips d'altres esports com el bàsquet, el futbol sala, el tennis, el pàdel, i relacionats amb l'aigua com la natació, el waterpolo o el rem.

## Geografia
- Llista de topònims de Premià de Mar (Orografia: muntanyes, serres, collades, indrets..; hidrografia: rius, fonts...; edificis: cases, masies, esglésies, etc).

### Ubicació
El terme municipal de Premià de Mar, amb una àrea de 2,1 km², limita al sud-oest, amb el Masnou; al nord-oest, amb Teià; al nord, amb Premià de Dalt, i al nord-est, amb Vilassar de Mar. Totes les localitats limítrofes a Premià de Mar formen part de la comarca del Maresme. Premià de Dalt, Vilassar de Mar i Teià són formes d'accés a la Serralada Litoral.
| Teià      | Premià de Dalt | Vilassar de Mar |
|           |                |                 |
| El Masnou |                | Mar             |

### Orografia
Premià de Mar és un municipi costaner amb muntanyes. Limita amb el Parc de la Serralada Litoral i hi forma part. Un dels elements a destacar de Premià de Mar són les abundants rieres, avui dia totes elles canalitzades en el seu tram urbà i normalment eixutes durant la gran majoria de l'any. Trobem dues rieres, la del Mercat de la Flor, entre Premià de Mar i Vilassar, i la riera principal. En èpoques d'aiguats la canalització urbana és l'element clau per evitar danys col·laterals. Tanmateix, a les valls de les muntanyes discorren cursos fluvials menors; sense menystenir les fonts que poblen el territori muntanyenc de Premià de Dalt. Aquests cursos fluvials, en moments de precipitacions fortes, poden passar en qüestió de minuts d'estar pràcticament secs a portar un cabal d'aigua molt important. El que provoca la força de les rierades de Premià de Mar és principalment el desnivell que han de salvar en pocs quilòmetres des de les primeres serres del conglomerat litoral a altituds similars a la del mar. El territori és format per una plana de materials quaternaris que descansa sobre una formació més antiga (on s'ha trobat abundosa fauna de mol·luscos corresponents al Tirrenià), i que s’enriqueix amb els materials saulonencs provinents de la Serralada Litoral dipositats per les rieres o torrents que creuen el terme i desguassen directament a la mar. Aquestes rieres dividien antigament les partides del municipi: de Solijà, entre el límit amb el Masnou i el torrent de la Dona Morta; de Clapers, entre aquest torrent i el de Castells; de Barraques, entre aquest torrent i la riera de Premià; dels Camps, Sant Pere, Pi i Trullars i Botigues, entre la riera i la carretera de Vilassar de Dalt; de les Travesseres, entre aquesta carretera i el torrent de Ca n’Amell, i de Codines, entre aquest torrent i el límit amb Vilassar de Mar.

### Clima
Situat a la costa central catalana, el clima de Premià de Mar és típicament mediterrani, amb estius càlids i xafogosos i hiverns suaus. Les temperatures i les precipitacions estan condicionades per dos factors claus: la muntanya, la serralada del Parc Litoral, que actua com a barrera, tot i la seva altitud modesta, i protegeix els turons més baixos i la plana dels vents freds d'origen continental de l'oest i del nord, i el mar que exerceix una acció reguladora de la temperatura. Ambdós afavoreixen un clima amb unes temperatures suaus però molt humit, amb una mitjana d'humitat del 70%, que influencia que les temperatures màximes i mínimes siguin menys extremes, però que la població les noti més.
Les precipitacions són escasses de mitjana anual, i són més abundants a final d'estiu, durant la tardor i també a la primavera. Els mesos més humits són setembre, octubre i maig; els més secs són febrer i juliol. A causa del contacte de l'aire humit i calent del mar amb un altre més sec i fresc es produeixen episodis més intensos, fins i tot amb càrrega elèctrica, i que en certes ocasions han fet créixer enormement el cabal de les rieres, nombroses al terme municipal. De mitjana es recullen al voltant de 570 l/m² anuals, però en períodes concrets poc repartits al llarg de l'any, quelcom que afecta la vegetació i a l'erosió del sòl.
Les temperatures més altes són durant els mesos d'estiu, juliol i agost principalment, mentre que les més baixes es registren en els mesos d'hivern, en ordre descendent gener, desembre i febrer. Mentre que els dies més càlids d'estiu amb prou feines se superen els 30 °C, a l'hivern poques vegades es baixa per sota dels 0 °C. Dels últims anys destaquen les nevades del 4 de febrer de 2015 (1 cm), del 23 de febrer de 2013 (10 cm), del 2 de febrer de 2012 (4 cm), del 8 de març de 2010 (25 cm) i del 6 de gener de 2009 (16 cm). De totes aquestes només la del 8 de març de 2010 va arribar a agafar a la mateixa platja.
Al llarg dels últims dos segles hi ha hagut diversos episodis de temps advers a la ciutat. Destaca, per exemple, el tornado de categoria EF2 (amb vents de més de 180 km/h) que el 15 de juny de 1892 va arrasar part del centre de la Vila. També cal recordar la nevada que el 25 de desembre de 1962 va deixar 64 cm de neu a la platja i fins a 80 cm a la Serralada; la fredorada del febrer de 1956 que va fer baixar els termòmetres fins als -8 °C, o els aiguats de mitjans de novembre de 1988 que, amb poca estona, van deixar fins a 230 l/m² provocant una rierada que es va endur diversos vehicles.
| Dades climàtiques a Premià de Mar | Dades climàtiques a Premià de Mar | Dades climàtiques a Premià de Mar | Dades climàtiques a Premià de Mar | Dades climàtiques a Premià de Mar | Dades climàtiques a Premià de Mar | Dades climàtiques a Premià de Mar | Dades climàtiques a Premià de Mar | Dades climàtiques a Premià de Mar | Dades climàtiques a Premià de Mar | Dades climàtiques a Premià de Mar | Dades climàtiques a Premià de Mar | Dades climàtiques a Premià de Mar | Dades climàtiques a Premià de Mar |
| Mes                               | gen                               | febr                              | març                              | abr                               | maig                              | juny                              | jul                               | ag                                | set                               | oct                               | nov                               | des                               | anual                             |
| --------------------------------- | --------------------------------- | --------------------------------- | --------------------------------- | --------------------------------- | --------------------------------- | --------------------------------- | --------------------------------- | --------------------------------- | --------------------------------- | --------------------------------- | --------------------------------- | --------------------------------- | --------------------------------- |
| Màxima mitjana °F                 | 54.1                              | 54.9                              | 59.2                              | 62.8                              | 68.5                              | 76.1                              | 80.4                              | 80.4                              | 75                                | 75                                | 60.6                              | 55                                | 66.83                             |
| Mitjana diària °F                 | 47.8                              | 48.6                              | 52.7                              | 56.8                              | 63                                | 70.3                              | 74.8                              | 74.8                              | 70                                | 64                                | 55.2                              | 49.5                              | 60.63                             |
| Mínima mitjana °F                 | 42.6                              | 43                                | 46                                | 50.5                              | 56.5                              | 64                                | 68.9                              | 69.6                              | 64.9                              | 59.4                              | 50                                | 44.4                              | 54.98                             |
| Precipitació mitjana polzades     | 1.54                              | 1.54                              | 1.69                              | 2.13                              | 1.89                              | 2.95                              | 1.06                              | 1.69                              | 3.23                              | 3.7                               | 2.52                              | 1.73                              | 25.67                             |
| Màxima mitjana °C                 | 12.3                              | 12.7                              | 15.1                              | 17.1                              | 20.3                              | 24.5                              | 26.9                              | 26.9                              | 23.9                              | 23.9                              | 15.9                              | 13                                | 19.38                             |
| Mitjana diària °C                 | 8.8                               | 9.2                               | 11.5                              | 13.8                              | 17                                | 21.3                              | 23.8                              | 23.8                              | 21.1                              | 17.8                              | 12.9                              | 9.7                               | 15.89                             |
| Mínima mitjana °C                 | 5.9                               | 6                                 | 8                                 | 10.3                              | 13.6                              | 17.8                              | 20.5                              | 20.9                              | 18.3                              | 15.2                              | 10                                | 6.9                               | 12.78                             |
| Precipitació mitjana mm           | 39                                | 39                                | 43                                | 54                                | 48                                | 75                                | 27                                | 43                                | 82                                | 94                                | 64                                | 44                                | 652                               |
| Mitjana de dies de pluja          | 5                                 | 5                                 | 5                                 | 7                                 | 6                                 | 4                                 | 4                                 | 5                                 | 8                                 | 8                                 | 8                                 | 5                                 | 70                                |
| Humitat relativa mitjana (%)      | 78                                | 76                                | 75                                | 77                                | 77                                | 75                                | 73                                | 74                                | 77                                | 77                                | 80                                | 77                                | 76.3                              |
|                                   |                                   |                                   |                                   |                                   |                                   |                                   |                                   |                                   |                                   |                                   |                                   |                                   |                                   |

### Fauna
Principalment a les rieres i als petits rierols i torrenteres s'hi troben alguns invertebrats aquàtics, així com diversos amfibis i rèptils, com ara la salamandra (Salamandra salamandra), el tòtil comú (Alytes obstetricans) i la reineta (Hyla meridionalis). Als marges d'aquestes zones s'hi poden trobar espècies com el senglar (Sus scrofa), el toixó (Meles meles), la rata comuna (Rattus norvegicus) o la mostela (Mustela nivalis). És remarcable el nombre de rapinyaires que nidifiquen a la zona de la Parc de la Serralada Litoral, i d'alguns mamífers com l'eriçó fosc (Erinaceus europaeus) o l'eriçó clar (Atelerix algirus).
Els mesos d'hivern són la millor època de l'any per observar aus marines, perquè moltes espècies que passen l'estiu al nord d'Europa hivernen a les nostres costes. També, els dies de mal temps, són dies molt favorables per veure espècies que viuen mar endins i que s'apropen al litoral per gaudir d'unes condicions no tan dures. A Premià de Mar es poden observar la baldriga balear (Puffinus mauretanicus), la baldriga cendrosa (Calonectris diomedea), el mascarell (Morus bassanus), el corb marí gros (Phalacrocorax carbo), el corb marí emplomallat (Phalacrocorax aristotelis), el paràsit gros (Cataracta skua), el paràsit cuapunxegut (Stercorarius parasiticus), el gavià de potes grogues (Larus michahellis), el gavià fosc (Larus fuscus), la gavina corsa (Larus audouiini), la gavina capnegra (Larus melanocephalus), la gavina riallera (Larus ridibundus), el xatrac comú (Sterna hirundo), el xatrac bec-llarg (Sterna sandvicensis) i el gavot (Alca torda).
La informació disponible sobre els invertebrats és, sovint, deficitària. Cal assenyalar, però, la detecció a la serralada d'elements singulars com l'existència d'espècies noves de lepidòpters o bé d'altres que hi tenen una de les poques localitats conegudes a la península ibèrica (un escarabat tenebriònid). En l'àmbit dels vertebrats, el coneixement científic és important. El catàleg faunístic el componen 7 espècies d'amfibis; 13 de rèptils, amb algun element notable com la tortuga d'aigua ibèrica; 212 espècies d'ocells, de les quals 89 nidifiquen a la serralada, d'aquestes, 5 són rapinyaires diürnes i 4 nocturnes i, finalment, 23 espècies de mamífers, tot i que un major coneixement de les rates pinyades podria incrementar aquesta xifra.
Els ambients aquàtics, tot i ser en extensió molt reduïts, acullen un bon nombre d'espècies, especialment d'ocells migratoris com el martinet de nit i el martinet blanc, diverses espècies d'ànecs silvestres, la polla pintada, el camallargues, la gamba roja i la verda i la valona. Als boscos més ombrívols d'alzina hi nidifiquen el falcó vesper i l'àguila marcenca, ambdues espècies provinents d'Àfrica. A les brolles i garrigues, els rèptils hi troben el sol que necessiten i hi abunden les sargantanes, el llangardaix, la serp blanca i la serp verda. Els herbassars i conreus comparteixen una bona part dels vertebrats que s'hi localitzen. Els ocells insectívors hi són abundants. Entre aquests, destaquem el còlit ros, el trist, el botxí o el siboc. Entre els ocells granívors més interessants cal anomenar la guatlla, la cotoliu, l'alosa o la titella. El xoriguer empra aquests espais com a talaies per caçar els petits mamífers com la musaranya i el talpó. Els ambients rupícoles, tot i no ser abundants, serveixen de refugi per a espècies de gran interès com el falcó pelegrí, el falcó mostatxut, el xoriguer i el duc.

### Flora
La vegetació predominant està constituïda per comunitats arbustives i herbàcies, amb alguns arbres, principalment pi pinyoners, tot i que també s'hi poden trobar omedes, alberes, salzedes i alguns roures, principalment a les rieres i als petits rierols i torrenteres. En condicions naturals, la serralada estaria dominada per un bosc esclarissat d'alzinar litoral típic barrejat amb roures a les valls més encaixades i ombrívoles. Als torrents dels vessants vallesans, podríem trobar vernedes, i avellanoses a les parts més ombrívoles. Al vessant del Maresme litoral el dèficit d'aigua és més important i els arbres caducifolis com els àlbers o els verns serien més escassos. A les parts més baixes, les rieres esdevindrien rambles mediterrànies amb l'alocar, però avui majoritàriament són bardisses diverses. La intensa activitat humana des de temps remots com l'artigatge, el conreu i el carboneig ha anat reduint de manera important la superfície forestal primigènia premianenca i, alhora, n'ha canviat la composició de les espècies. El bosc de ribera, per exemple, ha estat substituït per plantacions artificials d'arbres de creixement ràpid fins que aquestes han deixat de ser rendibles. El paisatge vegetal característic que avui podem observar a la Serralada litoral del vessant de Premià de Mar està dominat per arbres com el pi blanc i el pi pinyer i els roures al fons de les vall. Tot i així, en reductes i zones particulars trobem una important diversitat que palesa l'interès botànic de la serralada. Una de les comunitats més rares de la serralada però també més genuïnes és la roureda de roure martinenc i africà. Aquesta comunitat vegetal es caracteritza per la inclusió en l'estrat arbori a base de roure martinenc i cerrioide d'exemplars d'auró negre i en l'estrat herbaci, de plantes com l'herba de Sant Robert, el ranuncle i el mill gruà, que es troba en alguns indrets.

## Demografia

### Evolució demogràfica
Durant el primer terç del segle xx fou una petita població marinera, tèxtil (estampació) i un lloc tradicional d'estiueig. La població va augmentar considerablement a partir de 1960, i actualment té un important contingent d'immigració procedent del Magrib i de l'Àfrica subsahariana. El terme municipal és un dels més petits de Catalunya, i està urbanitzat en un 90% de la seva superfície.
| 1497 f | 1515 f | 1553 f | 1717 | 1787 | 1857  | 1877  | 1887  | 1900  | 1910  |
| ------ | ------ | ------ | ---- | ---- | ----- | ----- | ----- | ----- | ----- |
| -      | -      | -      | -    | -    | 1.290 | 1.527 | 1.735 | 2.239 | 2.924 |

| 1920  | 1930  | 1940  | 1950  | 1960  | 1970   | 1981   | 1990   | 1992   | 1994   |
| ----- | ----- | ----- | ----- | ----- | ------ | ------ | ------ | ------ | ------ |
| 3.422 | 3.380 | 3.855 | 3.947 | 5.513 | 11.284 | 19.935 | 22.209 | 23.107 | 23.107 |

| 1996   | 1998   | 2000   | 2002   | 2004   | 2006   | 2008   | 2010   | 2012   | 2014   |
| ------ | ------ | ------ | ------ | ------ | ------ | ------ | ------ | ------ | ------ |
| 24.420 | 25.529 | 26.130 | 26.889 | 27.464 | 27.860 | 27.545 | 27.802 | 28.145 | 28.163 |

| 2016   | 2018   | 2020   | 2022   | 2024   | 2026 | 2028 | 2030 | 2032 | 2034 |
| ------ | ------ | ------ | ------ | ------ | ---- | ---- | ---- | ---- | ---- |
| 27.866 | 28.071 | 28.531 | 28.518 | 28.951 | -    | -    | -    | -    | -    |

### Medi ambient
La platja és arenosa i pateix una forta transgressió pel mar, fet que obligà a construir-hi espigons. En els darrers anys, s'ha intentat corregir amb l'aportació artificial de sorra del fons marí. La construcció del Port de Premià, encara avui inacabat, també ha contribuït a alterar els volums de sorra de les platges.
Premià de Mar fou durant 17 anys la seu de la Fundació per la Conservació i Recuperació d'Animals Marins (CRAM), una iniciativa d'un grup de voluntaris i professionals amb l'objectiu de salvar animals marins ferits, especialment tortugues i altres espècies de la Mediterrània. Les seves instal·lacions es trobaven en una torre d'estiueig al barri de Can Pou-Camp de Mar, al límit amb el terme municipal de Vilassar de Mar. L'any 2011, per la necessitat de disposar de més espai per a les seves activitats, la Fundació es traslladà al Prat de Llobregat.

## Història

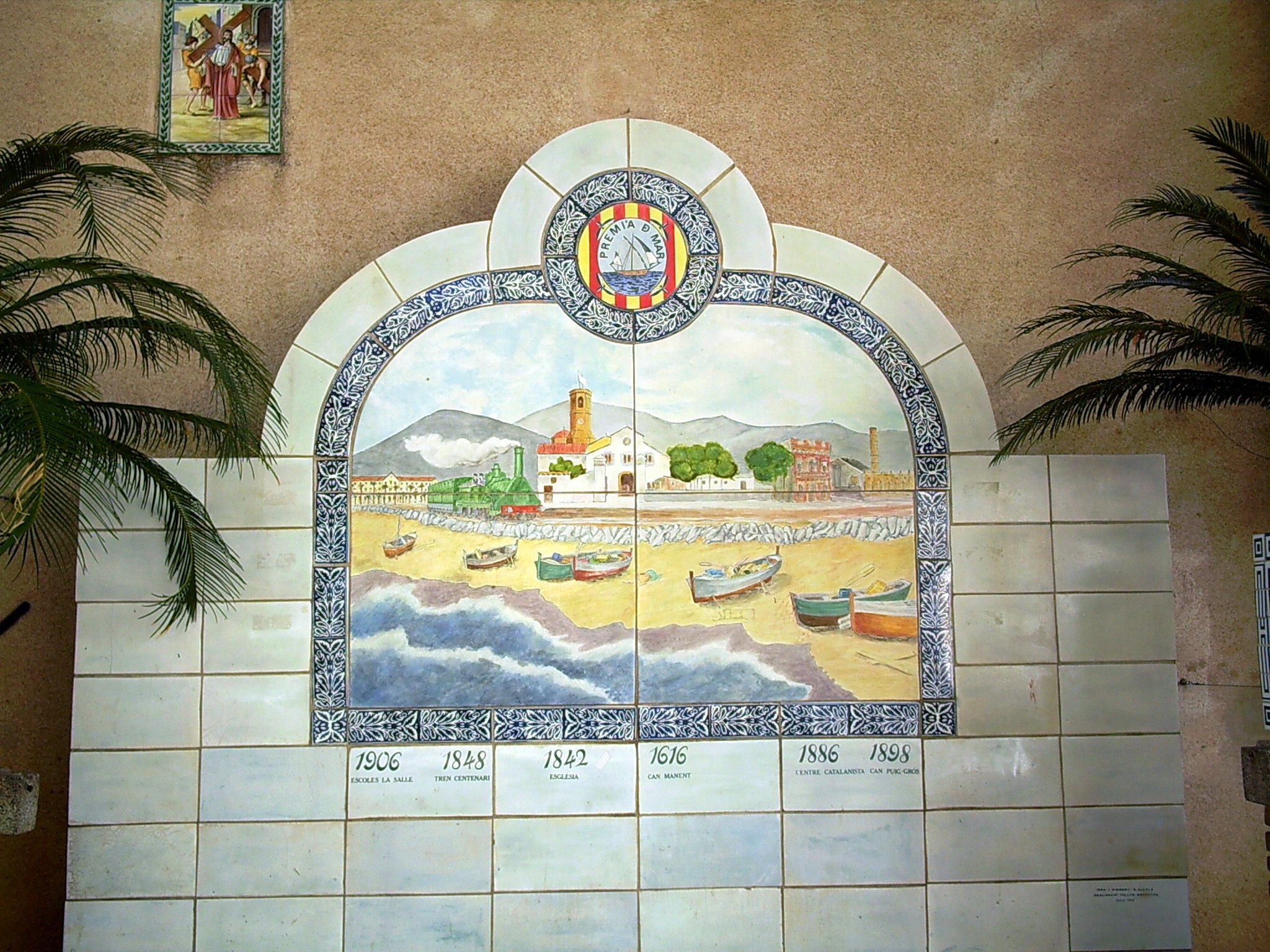
Ceràmica de la història de Premià, a la plaça.

### Prehistòria
Les primeres dades històriques sobre el poblament del que avui coneixem com a municipi de Premià de Mar són força antigues. S'han documentat restes prehistòriques, com per exemple algunes terrisses pertanyents al neolític inicial a la plaça de la Sardana, o d'altres de l'estil del Neolític final o de Montboló on abans hi havia els antics Frigorífics del Maresme SA, l'any 1998, amb les seves característiques nanses en forma de túnel.
Aquestes dades són importants, ja que es constata la presència humana al mateix lloc on molts segles després s'aixecarà el poble de Premià de Mar amb una cronologia tan antiga com és l'entorn del 4.500 a.C. o poc abans. La troballa també tingué el seu interès, ja que fou la primera vegada que es detectava terrissa del tipus Montboló al Maresme. L'any 2010, en els seguiments duts a terme durant les obres de remodelació de la plaça dels Països Catalans, es tornaren a evidenciar restes de ceràmica prehistòrica de l'estil neolític de Montboló, cosa que confirma l'existència de poblament a la zona de Premià en unes èpoques molt reculades.
També en el decurs dels seguiments de les obres de construcció dels edificis que ocupen els antics Frigorífics del Maresme es testimoniaren activitats metal·lúrgiques datables a l'edat del bronze. A la plaça dels Països Catalans, a més de set metres de fondària del nivell de circulació actual, trobem evidències de l'existència d'un o més hàbitats, datables entre el Bronze Inicial i el Bronze Final III (aproximadament, 1800-700 aC). Aquesta hipòtesi queda recolzada per l'existència d'un torchis, és a dir, un fragment de fang com el que s'utilitzava per impermeabilitzar les cabanes fetes de brancatge, i que encara en coserva les improntes vegetals.
Un altre seguiment arqueològic dut a terme durant la construcció dels fonaments dels aparcaments de la plaça de la Sardana han revelat l'existència d'un important jaciment corresponent al Bronze Final III, amb una cronologia entorn del 800-700 aC. De la mateixa manera s'han documentat altres restes d'aquest període, com per exemple al carrer de la Mercè i a la cantonada Gran Via de Lluís Companys-carrer de la Plaça.
Coneixem també alguns elements prehistòrics aïllats, com per exemple una ascla de sílex de color mel trobada a Can Fitó, o una punta de sageta, també de sílex, trobada durant les excavacions del jaciment romà de can Ferrerons, datable en l'Edat del Bronze.

### Època Ibèrica
L'època ibèrica, que es desenvolupa entre els segles VI i I aC, té el seu màxim exponent en el poblat de la Cadira del Bisbe, que es troba a Premià de Dalt. Atès que es tracta del primer nucli urbà realment documentat en aquesta zona, no resulta agosarat considerar-lo el primer “Premià” conegut. Amb tot, avui se sap que els poblats ibers no són els únics llocs d'habitació que hi ha en aquesta etapa històrica ja que també hi ha el que els arqueòlegs anomenen assentaments ibèrics de plana, que consisteixen en petits establiments dedicats a una activitat econòmica molt concreta, com pot ser l'agricultura o la producció de terrissa. D'aquests hi ha a Premià tres exemples: el primer a Can Vilà (que pertany territorialment a Premià de Dalt encara que és al costat mateix del Camí del Mig, a tocar de Premià de Mar), que es dedicava a l'elaboració de terrissa al llarg dels segles IV-II aC. Un segon assentament es localitzà l'any 1998 al carrer de la Mercè, i consistia en les restes d'una casa que s'edificà cap a l'any 75 aC i s'incendià cinquanta anys després, cap a l'època de l'inici del regnat de l'emperador August. El tercer testimoni d'aquest període es trobaria poc més amunt de l'actual Plaça de la Sardana.

### Època romana
Amb l'arribada dels romans a partir de l'any 218 aC començaran a produir-se tota una sèrie de canvis socials, econòmics i polítics molt importants. El tipus d'assentament principal fou el que ells mateixos anomenaven villae (vil·les), és a dir, cases de camp. És evident, tal com l'arqueologia ha demostrat, que el poblament romà fou dispers i molt abundant a la comarca del Maresme, i Premià de Mar no n'és cap excepció. Un dels exemples més destacats és la vil·la de la Gran Via-can Ferrerons, troballa arqueològica que tingué lloc a l'any 1969. Aleshores es descobrí el que certament era una casa senyorial, amb un mosaic de poc més de 50 m².
En dur-se a terme les obres de col·locació del nou col·lector, a finals de l'any 1999 i principis del 2000, en el seguiment arqueològic efectuat en el carrer Mossèn Jacint Verdaguer, s'ha pogut excavar una altra part d'aquest assentament romà, que correspon essencialment a magatzems, tallers, forns i altres elements productius de la vil·la (l'anomenada pars rustica, en contraposició a la pars urbana o residencial). Els treballs arqueològics realitzats demostraren l'existència de tres fases per a aquest sector de la vil·la, que es daten entre finals del segle I aC- inicis del segle I dC, i el segle V dC, és a dir, ja durant la fi de l'imperi romà.
A finals de l'any 2000 es descobrien noves restes arqueològiques als terrenys de can Ferrerons. En aquesta ocasió es tractava d'un element arquitectònic singular, que pertany al mateix assentament que les restes de la Gran Via i del col·lector: es tracta d'un edifici de planta octogonal, d'uns 750 m², que fou excavat principalment al llarg de l'any 2001. Aquest edifici fou utilitzat presumiblement entre els segles iii i vi dC. Naturalment, al llarg d'aquests tres segles les seves parts tindran diversos usos: com a banys privats (balnea), com a lloc de premsat i magatzem, com a vivenda, com a lloc de fosa de metalls, o fins i tot com a necròpolis en la seva darrera fase. En aquest lloc s'ha trobat, reaprofitada, una peça excepcional: un mil·liari (marcador de milles) datable en el segle IV dC, que és el segon que es troba a la comarca. Una vegada ja finalitzats els treballs d'excavació arqueològica, està previst procedir a la musealització i adequació per a la visita d'aquesta extraordinària construcció romana.
En els anys 2002 i 2006 s'han pogut excavar també altres restes pertanyents a la mateixa propietat, situades per sobre de la plaça del Dr. Ferran, on s'han trobat noves restes que confirmen la gran extensió de la vil·la romana de la Gran Via-can Ferrerons, entorn de les 5,5 hectàrees.
Un altre jaciment romà rellevant de Premià és la necròpolis situada en els actuals jardins del Palmar, bàrbarament destruïda per les excavadores l'any 1976, i que contenia més de setanta tombes datables en el Baix Imperi (segles IV-V dC). En destacaven algunes àmfores de procedència itàlica utilitzades com a tombes de criatures, de les quals actualment se'n coneixen escassos exemplars a la Península Ibèrica. Com a curiositat destacava la tomba d'un nen, que portava al voltant del cap una corona feta de cargols marins.
Hi ha altres jaciments romans destacables a Premià de Mar, com per exemple els tres abocadors excavats durant la primera fase de construcció de l'anomenada Illa de Premià (els antics Frigorífics), amb una cronologia situable entre els anys 100 aC-70 dC.

### Edat mitjana
Durant l'Edat Mitjana Premià de Mar es trobar en un període en el qual predomina la manca d'informació. Després de la caiguda de l'Imperi Romà, el caos sembla dominar arreu, i s'incrementarà encara més amb la invasió sarraïna. Però la vida continua i les comunitats de la zona tendeixen a viure en àrees allunyades de la platja, essencialment per la por als atacs dels pirates i corsaris, sobretot musulmans, que des del segle ix al XVIII duran a terme ràtzies per tota la comarca.
El nom de Premià apareix en els documents per primera vegada en el segle X: molt probablement deriva d'un propietari romà que hom suposa d'època tardana, anomenat Primius, Primianus o Primilianus, que va donar nom a una propietat de la qual ignorem on es trobava exactament. Precisament és en aquest segle -el X- quan comencen a trobar-se en la documentació esments de llocs premianencs que encara existeixen: l'ermita de Santa Anastàsia -l'actual Santa Anna de Premià de Dalt- l'any 987; l'ermita de Sant Mateu en el 993, els terrenys de la Cisa en el 995, o en el 1009 el lloc on s'aixecarà molts segles després el Barri Banyeres: ad ipso Perellone ubi dicunt ipsas Bagneres.
Molts dels indrets que s'esmenten són, però, actualment imprecisables amb seguretat a causa de les referències de l'època (per exemple “propietat que limita al nord amb la vinya de Mallol”). Amb tot, hi ha casos en què resulta més senzill establir els llocs, com ara en una donació feta a benefici dels altars de Santa Creu i Santa Eulàlia de la Seu de Barcelona feta per Pau, Simplici i Olviola: en el document s'esmenta que la propietat -una vinya- es troba damunt de la casa de Santa Anastàsia (l'actual Santa Anna de Premià de Dalt), i que els seus límits són: al nord, la vinya d'Ermengod i de Seniofred; a l'est, la vinya de Pladidia i hereus; al sud la "via que va a tot arreu", que molt probablement és el que avui es coneix com a Camí del Mig, que a grans trets és el brancal de la Via Augusta que havia estat construïda pels romans entre els anys 10-8 aC, i que en l'Edat Mitjana, com avui, es trobava en funcionament, essent una de les vies de comunicació més importants.

### Època moderna i contemporània
Alguns segles després, i sobretot entre el XV i el XVII, es comencen a trobar evidències d'establiments ja prop de la mar. Així, l'any 1687 la masia de Can Manent era ”fleca, gavella y mesón en toda la extensión del camino Real”. El barri de mar de Sant Pere de Premià començava a prendre forma: d'aquesta manera es justifica la llegenda del pescador Cristòfol que, procedent de Premià de Dalt, és el primer que s'estableix arran de mar amb la seva família i d'alguna manera “funda” el barri de mar, el futur Premià de Mar.
La població costanera de l'actual Premià de Dalt, el “Premià de Baix” com es deia aleshores, creixia ràpidament: així, a finals del segle xviii es començà a construir la que després fou la parròquia de Sant Cristòfol. L'aixecament de l'església suposà un impacte demogràfic creixent als afores de la ciutat. Les activitats de l'època eren la pesca, l'incipient comerç amb les Amèriques, que es desenvoluparia notablement al llarg del segle xix, així com la pagesia, ja fos aquesta de secà (vinya i cereals) o de sínia (horta i arbres fruiters, entre els quals destacava el conreu de tarongers). Hi ha dades segons les quals la floricultura començà pels voltants de l'any 1832, un segle abans que l'italià Beniamino Farina introduís al Maresme el conreu del clavell.
L'any 1836 Premià de Baix es convertí en Premià de Mar, sota l'advocació de Sant Cristòfol. I el 1841 consagrà parròquia pròpia. Té una naixent indústria, que marcarà per sempre la fesomia del municipi. El 1848 arribarà el primer tren. I a partir d'aleshores l'evolució de la població serà vertiginosa. La descripció que de Premià ens fa Víctor Balaguer en la "Guia de Barcelona a Arenys de Mar por el ferro-carril", publicada el 1857, és la d'un indret en ple desenvolupament:
El nucli urbà inicial s'estengué en el transcurs de la carretera de Mataró (Camí Ral) i al voltant de l'actual carrer de Sant Antoni i de la plaça de l'ajuntament i l'església de Sant Cristòfol. Les antigues cases típiques premianenques (de les quals avui es conserven encara moltes al nucli antic) són construccions de façana blanca, de planta baixa i pis, amb una àmplia finestra amb reixa que dona al carrer i generalment amb pati al darrere.
Cap a finals del segle xix i inicis del xx, Premià de Mar va patir la temuda plaga de la fil·loxera, que va fer desaparèixer totes les vinyes existents al poble. Posteriorment, començà a desenvolupar-se una important activitat industrial en el sectors tèxtil, metal·lúrgic i de la construcció, amb la implantació al poble d'algunes fàbriques importants com La Lió, Can Za, La Propagadora de Gas o el Vapor Vell. En una època de desenvolupament industrial i tècnic s'aixecà el que actualment es coneix com a l'escola La Salle Premià de Mar. Un grup de germans belgues s'estableixen a Premià de la mà del germà Miquel Febres Cordero. El juliol del 1908 s'inaugura el Gran Noviciat amb 27 aspirants. A l'octubre del mateix any se celebra la inauguració oficial del Noviciat Apostòlic Nostra Senyora del Port, el qual actualment és l'edifici de l'escola. La construcció d'una escola gratuïta per als infants de Premià de Mar i els pobles veïns suposà una gran atracció i un augment demogràfic considerable.
Després de la Guerra Civil, l'activitat del sector serveis va anar guanyant terreny, a mesura que Premià de Mar s'anava consolidant com un lloc d'estiueig. El Bellamar (juntament amb l'estació de tren de Premià de Mar) — de la línia R1 de Rodalia Barcelona (de Rodalies de Catalunya, Renfe)— fou, durant molt de temps, l'únic edifici que s'aixecà entre les vies i el mar. Era un local de restauració amb una discoteca, i tenia una petita platja de pagament. A començaments de la dècada dels 90 fou enderrocat, ja que violava la Llei de Costes. Avui només se'n conserva el nom de la platja.
A partir de finals dels anys seixanta, començà una extensió ràpida de la superfície urbanitzada, especialment cap a la banda de muntanya; fins a enllaçar amb els barris perifèrics de Premià de Dalt, al límit de l'autopista Barcelona-Mataró. També s'urbanitzà la popularment anomenada Gran Via (aleshores Avenida del 27 de enero) on es construïren edificis d'apartaments i de més d'alçada. Paral·lelament, en les zones més perifèriques, tocant a mar, proliferaren les construccions de torres d'estiueig i habitatges unifamiliars. Entre mitjans i finals dels anys 80, es van acabar d'edificar els dos extrems nord i sud del poble, coneguts com a Can Pou i El Palmar, de tal manera que s'edificaren en el primer els instituts d'ensenyament secundari Serra de Marina i Cristòfol Ferrer.
És digne d'un especial esment el barri de Santa Anna - Tió. Situat a l'extrem nord de la ciutat, és un cas únic de barri amb doble gestió, atès que la meitat del qual pertany a Premià de Mar i l'altra meitat, a Premià de Dalt. La manca de comunicació amb els centres d'ambdós pobles i l'estigmatització com a barri de migració durant els anys seixanta, l'han fet mereixedor d'una especial atenció a la Llei de Barris de 2010.

## Economia

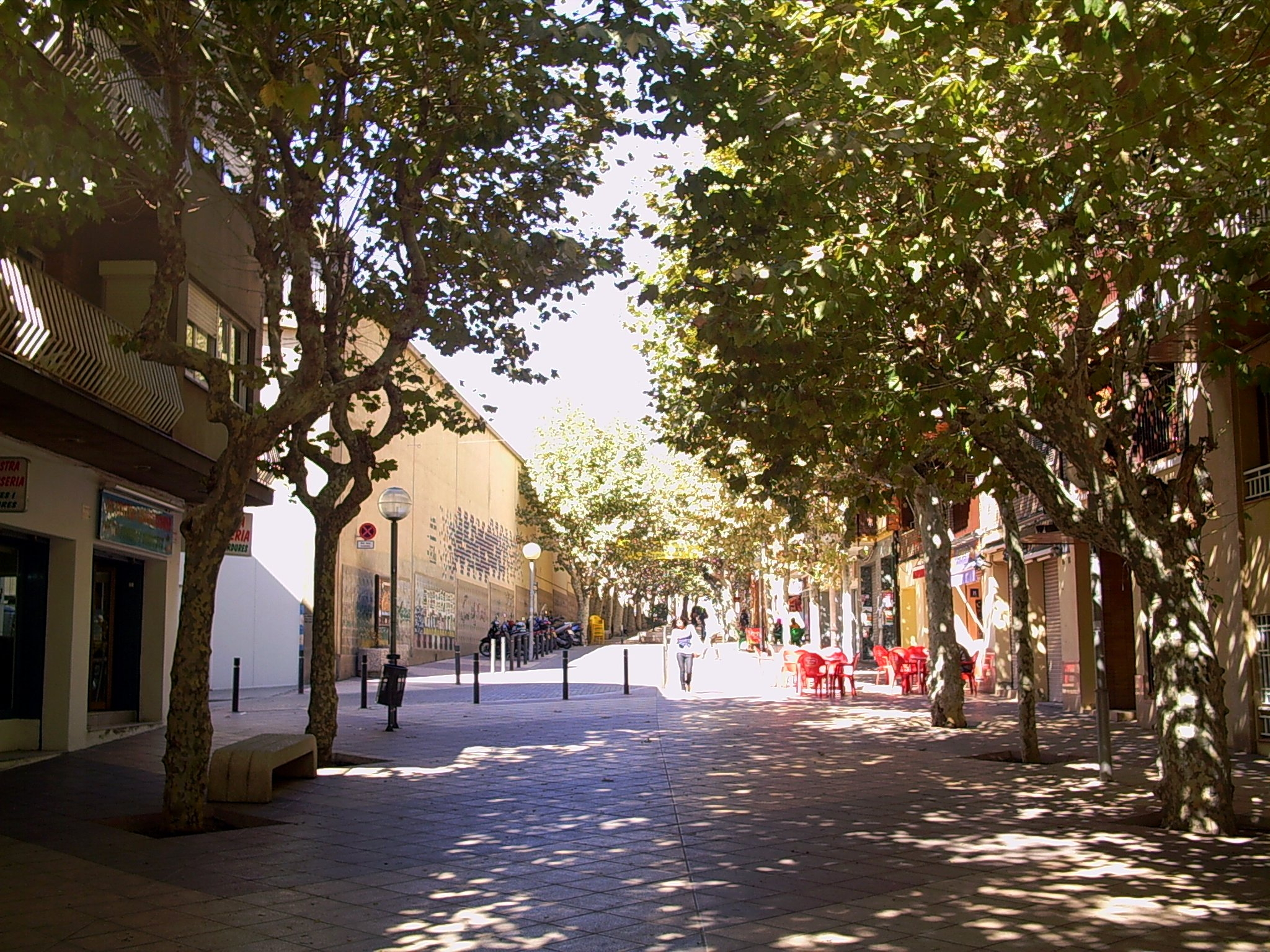
Riera de Premià.

Fins a l'arribada del primer ferrocarril el 1848, l'activitat econòmica de la localitat de Premià de Mar se centrava en la pesca. El terme municipal estava constituït pels habitatges d'un grup pesquer.
L'economia premianenca actual es basa en tres elements: la floricultura, la indústria (construcció i tèxtil) i el sector serveis. La Gran Via de Lluís Companys constitueix l'eix bàsic al voltant del qual gira l'activitat comercial de la localitat. En aquesta via trobem el mercat de Sant Joan i una gran quantitat de botigues, bars i comerços. En els darrers decennis s'ha desenvolupat el conreu de flors i plantes ornamentals, afavorit per la instal·lació d’hivernacles, mentre que l’activitat pesquera s'ha reduït al mínim. Des de mitjan segle xix i principis del XX es va anar incrementant l’activitat industrial, en els rams tèxtil (Can Za, Can Grabada, El Vapor Vell, Can Puiggròs, I. Vellet, SAS, etc.) i d’estampació (Lió Barcelona, 1926), i també en la foneria (Roure). A mitjan segle hi va haver un nou creixement industrial, sobretot en l'especialitat de tallers d’estampació de teixits (dibuix de creació, motlles d’estampació, gravats a màquina) i petites indústries mecàniques i de confecció, però la crisi de la dècada del 1970 va fer desaparèixer una bona part de les activitats industrials. Tot i això, continuen existint empreses d’estampació tèxtil (dispersa en petits tallers) i dels sectors metal·lúrgic, tèxtil i de la construcció. A partir de la dècada del 1970 el creixement de la indústria i de la construcció feu que el poble esdevingués un lloc residencial i d’estiueig, i actualment s’està convertint en un centre de primera residència. Els dijous té lloc el mercat setmanal. La ubicació del mercat és fixa i s'estableix a la riera. Pel que fa als serveis educatius, Premià de Mar disposa de centres on es poden cursar estudis de batxillerat, formació professional de grau superior i musicals (en una escola municipal i en un centre privat); quant als serveis esportius, hi destaca el port esportiu del Club Nàutic.

## Entitats

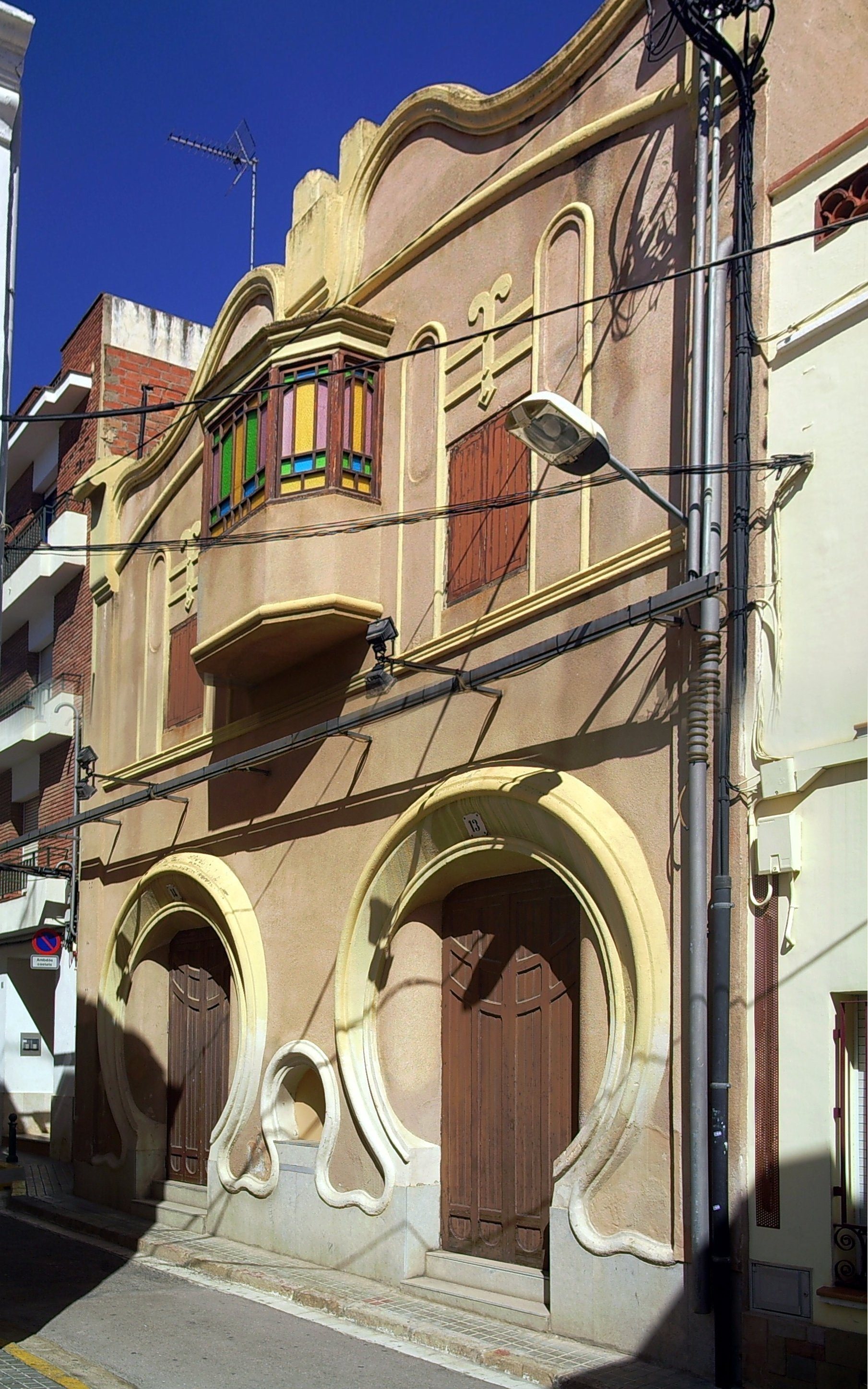
Seu del Patronat Social, edifici de 1888.

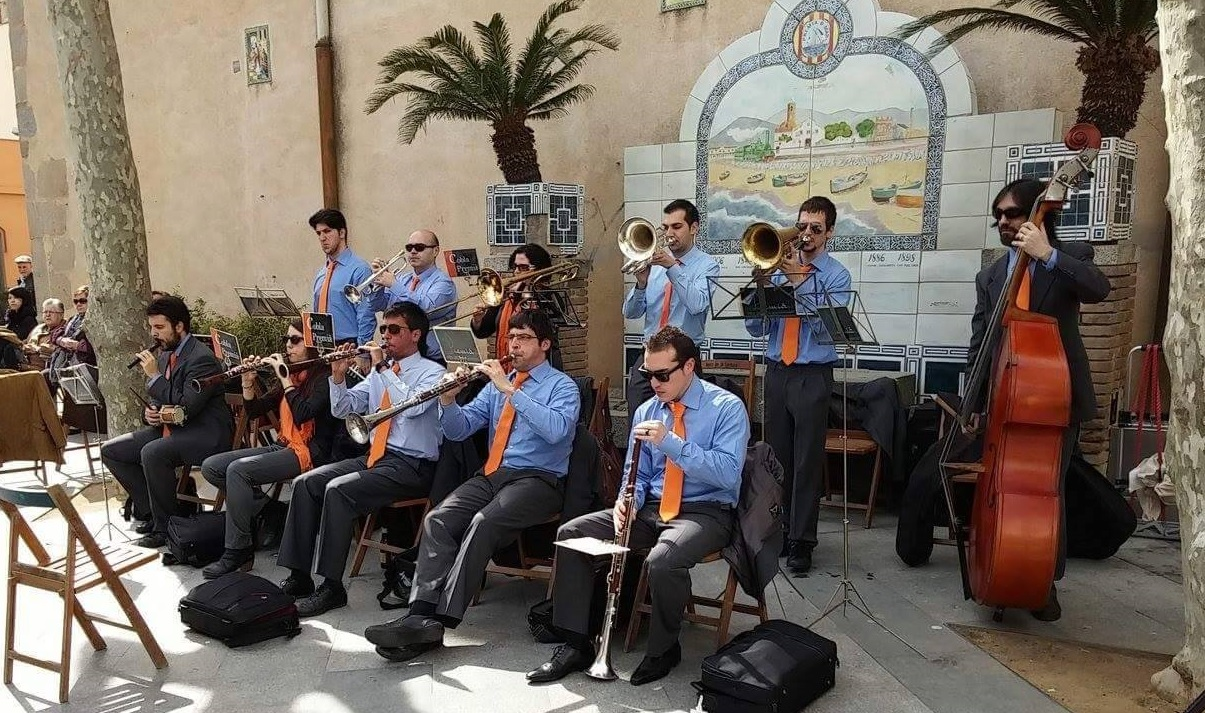
La Cobla en una audició a Premià de Mar (2015)

Pel que fa a les entitats premianenques cal destacar les següents agrupacions. En primer lloc, el Patronat Social Premianenc és una entitat d'inspiració cristiana i caràcter cultural i social amb seu al carrer del seu fundador, Mossèn Josep Paradeda, núm. 26, de Premià de Mar, que històricament ha participat de forma activa en la dinamització cultural de la localitat maresmenca. Va ser fundat l'any 1928, com una societat apostòlica social anomenada Patronat Social Catòlic, amb àmbit d'acció en la parròquia de Sant Cristòfol. Posteriorment prengué el nom de Patronat Catequístic fins al febrer de 1972, en què passà a denominar-se Patronat Social Premianenc. A continuació, el Centre Esplai Parroquial de Premià de Mar (pertanyent al MCECC de la Fundació Pere Tarrés), fou fundat el 1973 per mossèn Ferran Bueno, a la Parròquia de Sant Cristòfol de Premià. Actualment compta amb més de 150 infants i joves, i una trentena de monitors i monitores que dissabte rere dissabte treballen amb el lleure al municipi. En següent lloc, l'agrupament Escolta Amon-Ra, entitat d'educació en el lleure fundada l'any 1962. Finalment, la Cobla Premià, antiga Premianenca, va ser fundada per Josep Fecúndez; Joaquim Fecúndez; Jordi Tor; Teresa Maria Roura, que va ser la primera directora musical, i Gaietà Piñol, que actualment continua com a representant de la Cobla. La presentació oficial de la formació va ser el 23 d'abril del 1983. Al llarg de la seva trajectòria, la Cobla Premià ha participat en aplecs de la sardana duts a terme a París i Amsterdam, ha acompanyat diversos esbarts a Itàlia, Suïssa, França, Alemanya i Bèlgica, i el 2008, l'any del 25è aniversari, va acompanyar el cor Harmonia Calellenc a Roma. El 2013 va actuar a Verona (Itàlia) dins la programació del XXVIè Aplec Internacional.

## Cultura
Un dels equipaments culturals més importants és el Museu de l'Estampació Tèxtil instal·lat inicialment a Can Manent i després traslladat a l'Antiga Fàbrica del Gas
Entre les entitats socials i culturals més arrelades a la història de Premià de Mar cal destacar el Patronat Social Premianenc, amb seu a un edifici entre modernista i art déco, de 1888, el Centre l'Amistat i la coordinadora de colles d'arrel tradicional De Bòlit.
Destaca la Coral l'Amistat, una coral mixta fundada el 1972, amb la voluntat de mantenir la tradició del cant coral a Premià de Mar. Fundada el 1971 va organitzar la temporada de Música Clàssica a l'Amistatdes del 2011. Ha potenciat la seva activitat associativa amb altres entitats del poble (La Coral del IES Serra de Marina, les corals de l'escola Municipal de Música, banda Atempo, estudi Teresa Maria, La Barca de Mitjana, cobla Premianenca, Patronat Social Premianenc, Comerços Associats de Premià.)
Les Festes Majors de Premià de Mar, dedicades a sant Cristòfol màrtir, se celebren als voltants del 10 de juliol, i són conegudes com la Festa Major de Pirates i Premianencs.

### Festa dels Pirates
La Festa Major de Pirates i Premianencs se celebra al municipi dins dels actes de la Festa Major, des del 1997, i usualment es realitza en honor del patró del municipi Sant Cristòfol pels volts del 10 de juliol.

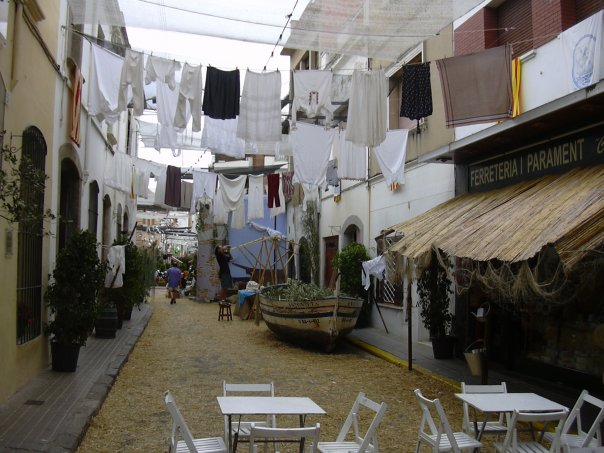
Festa dels Pirates, al juliol. Ambientació del carrer de Sant Antoni.

La festa rememora els atacs que els pirates barbarescs realitzaven a les costes del Maresme entre els segles xvi i xviii, protagonitzats principalment per algerians i acompanyats de població croata, catalana i sarda. Cada any els pirates, liderats per l'Omar, conqueriran i saquejaran els carrers de Premià no sense trobar la resistència dels premianencs, liderats per en Martí, que faran tot el possible per evitar que la vila caigui en mans pirates i que la premianenca Ester no sigui raptada per l'Omar.
Al llarg dels 5 dies oficials de la Festa Major es viuran actes per a totes les edats i tots els gustos, destacant els concerts, els balls (de Gala i Tronera), la baixada d'andròmines, el mercat d'esclaus, la nit de colles, la diada castellera, les havaneres, el castell de focs… L'expulsió dels pirates posa fi a una festa on hi ha per triar i remenar.

### Cicle de Nadal-Reis
Al llarg del cicle nadalenc hi ha tota una sèrie d'activitats lúdico-festives, adreçades sobretot als més menuts. El cicle culmina amb la cavalcada de Reis del dia 5 de gener.

### Carnaval-Festa Major d'Hivern
De periodicitat variable, desenvolupa els actes festius propis del Carnaval (ball, rua de comparses, crema del Carnestoltes…) combinat amb l'antiga Festa Major d'Hivern que es feia abans de la guerra civil, en la que destacava el ball de la Disfressada, una variant del ball de Gitanes, que ha estat recuperat per l'entitat De Bòlit! S'hi han afegit elements de recent creació, com són els Penjaculpes, és a dir, els antics esperits de les fàbriques de Premià, que cada any expliquen les seves circumstàncies alhora que es fa difusió del passat industrial de Premià de Mar.
Més informació al web Arxivat 2019-06-13 a Wayback Machine. de la Festa Major d'Hivern.

### Sant Jordi
Festa eminentment de caràcter cultural, desenvolupa actes com ara el concurs literari de Sant Jordi o les tradicionals parades de llibres i roses a la plaça de l'Ajuntament. La Biblioteca Martí Rosselló en té tot el protagonisme.

### Rebombori[66]
És la festa de la cultura popular i tradicional de la població. Se celebra durant la darrer cap de setmana de maig, amb activitats per a totes les edats. Cada any per les festes del Rebombori, festes de la cultura popular i tradicional, es realitzen diversos actes i activitats durant tres dies. Aquests festa l'organitza l'Ajuntament de Premià de Mar amb la col·laboració de l'Associació De Bòlit! Que és una entitat coordinadora de colles de cultura popular i tradicional (geganters, tabalers, diables, capgrossos, xanquers, bastoners, etc.).

### Arribada de la Flama del Canigó i revetlla
Coincideix amb els actes típics de la revetlla de Sant Joan. Malgrat tractar-se d'una festa participativa, encara ha d'acabar de trobar el seu format definitiu.

### Festes per barri
Organitzades per les respectives associacions de veïns, es duen a terme entre els mesos de juny i setembre.
Els barris organitzadors són: casc Antic (AVECA), barri de Llevant, barri de Can Pou-Camp de Mar, barri de Can Ferrerons, barri Cotet o de Santa Maria, barri Tarter-Maresme, barri Banyeres-Sol i Mar i barri del Gas.

### Festes organitzades per les entitats premianenques
Al llarg del cicle festiu anual hi ha algunes festes que es van desenvolupant, propiciades per les entitats que les organitzen, i que compten amb el suport de la Regidoria de Festes. En són un exemple l'Aplec de Nit, les Creus de Maig, o determinades audicions especials de sardanes.

## Paisatge urbà

### Barris
Fins ben entrat el segle xx, els veïnats tradicionals de Premià de Mar eren tan sols el nucli pesquer del poble. La industrialització i les onades d'immigració del segle xx van portar a Premià de Mar un creixent demogràfic exponencial. En conseqüència, el nombres de barris i districtes va augmentar i se'n van anar creant de nous a les perifèries del nucli pesquer. Actualment, Premià de Mar està dividida en:
- Casc Antic (AVECA)
- Barri de Llevant
- Barri de Can Pou-Camp de Mar
- Barri de Can Ferrerons
- Barri Cotet o de Santa Maria
- Barri Tarter-Maresme
- Barri Banyeres-Sol i Mar
- Barri del Gas
- Barri del Palmar

### Edificis històrics d'interès

#### La Masia Can Manent
És una masia d'estructura basilical, de tres crugies, corresponent al tipus IV, amb planta baixa, pis i golfes a nivell de la crugia central, coberta per una teulada de dues vessants amb el carener perpendicular a la façana. Al voltant de la masia s'han documentat fragments de ceràmica de vernís negre Campaniana A, àmfora púnico-ebussitana, ceràmica comuna ibèrica, àmfora ibèrica, àmfora itàlica, bètica i local, ceràmica comuna romana (local i nord-africana), i fragments de tegulae i ímbrex. La masia de Can Manent, malgrat les notícies de començaments del segle xvii referents a la família propietària, és un edifici de ple segle xviii, aprofitant potser alguna dependència anterior (hom opina que el celler és el sector més antic de la casa), i amb annexos posteriors (casa dels masovers).

#### Escola d'Assís
L'Escola Divina Pastora o Escola d'Assís és un edifici de Premià de Mar protegit com a Bé Cultural d'Interès Local. Es tracta d'un edifici civil, construcció del qual és aïllada, de planta rectangular, amb baixos, pis i golfes sota terrat. Destaca l'ús del maó vist a totes les obertures, als angles, a les franges que recorren les façanes i a la coronació de l'edifici, formada per l'últim pis i que juntament amb els murs que tanquen el terrat, formen un sol cos.

#### Fàbrica La Lió
El col·legi públic la Lió és una escola de Premià de Mar. L'edifici és una obra modernista protegida com a Bé Cultural d'Interès Local. És un edifici civil, una antiga fàbrica utilitzada actualment com a escola. El cos principal del conjunt és una gran nau longitudinal, coberta a dues vessants i realitzada totalment amb maó vist, incloses les obertures, de formes geomètriques capricioses. Davant quest edifici hi ha una torre quadrada, també de maó. Com a element més destacable es conserva una xemeneia cilíndrica amb una base quadrada, de maó i de gran alçada.

#### Antiga Fàbrica del Gas de Premià de Mar
Antiga Fàbrica del Gas d'estil modernista i neoclàssic, construïda el 1884. És l'única fàbrica de gas d'hulla conservada a Catalunya. Ha estat rehabilitada per l'arquitecte Rafael de Cáceres.
El Museu de l'Estampació de Premià de Mar és una entitat municipal, que forma part dels museus registrats pel Servei de Museus de la Generalitat de Catalunya, i que està integrat dins del sistema de Museus de la Ciència i de la Tècnica de Catalunya.
Segons defineix el mateix Museu de l'Estampació de Premià de Mar, té quatre línies temàtiques bàsiques:
1. Estampació
2. Arqueologia local
3. Història i etnografia local
4. Fàbrica del gas de Premià de Mar

#### Col·legi La Salle Premià
L'Escola la Salle de Premià de Mar és un col·legi amb l'edifici protegit com a bé cultural d'interès local. Fou inaugurat el 1908 com a "Noviciat Apostòlic de Nostra Senyora del Port" i l'escola (inaugurada el 1910 en un altre edifici) s'hi va traslladar el 1968. Ha estat sempre dirigit per els Germans de les Escoles Cristianes de La Salle.

#### Església de Sant Cristòfol
És un edifici situat al carrer del mateix nom, no gaire allunyat de l'església de Sant Cristòfol. Molt ben conservada, és d'estil popular però amb certs elements decoratius de la façana (arcuacions llombardes, arcs i mènsules a les finestres) més d'estil eclèctic que historicista. La utilització d'elements d'estil medieval en façanes és molt propi encara a principis del segle xx d'edificis de vinculació eclesiàstica.

#### Can Roure
Can Roure és una obra noucentista de Premià de Mar protegida com a Bé Cultural d'Interès Local. Edifici de planta rectangular, pis i tres crugies perpendiculars a la façana. La façana principal, on trobem la porta d'entrada i dues grans obertures amb motllura perimetral plana i clau decorada amb ornamentació a la llinda, amb relleus de garlandes.

#### Masia Ribas (1881)
Can Ribes o la Masia Ribes és un edifici de Premià de Mar protegit com a bé cultural d'interès local. Es tracta d'una casa de grans dimensions, probablement força reformada. La darrera reforma i estat definitiu de la finca fou la de 1888, amb tots els elements decoratius de la façana i els annexos, com la tribuna central i la galeria porxada.

#### Can Maristany (seu de l'Escola Municipal de Música)
Can Maristany és un edifici de Premià de Mar protegit com a bé cultural d'interès local. Edifici a quatre vents compost per dos cossos desplaçats, de dos crugies cadascun, units per una escala d'un sol tram d'accés a la planta noble. L'escala interior és de tres trams. Cada volum té una galeria coberta.

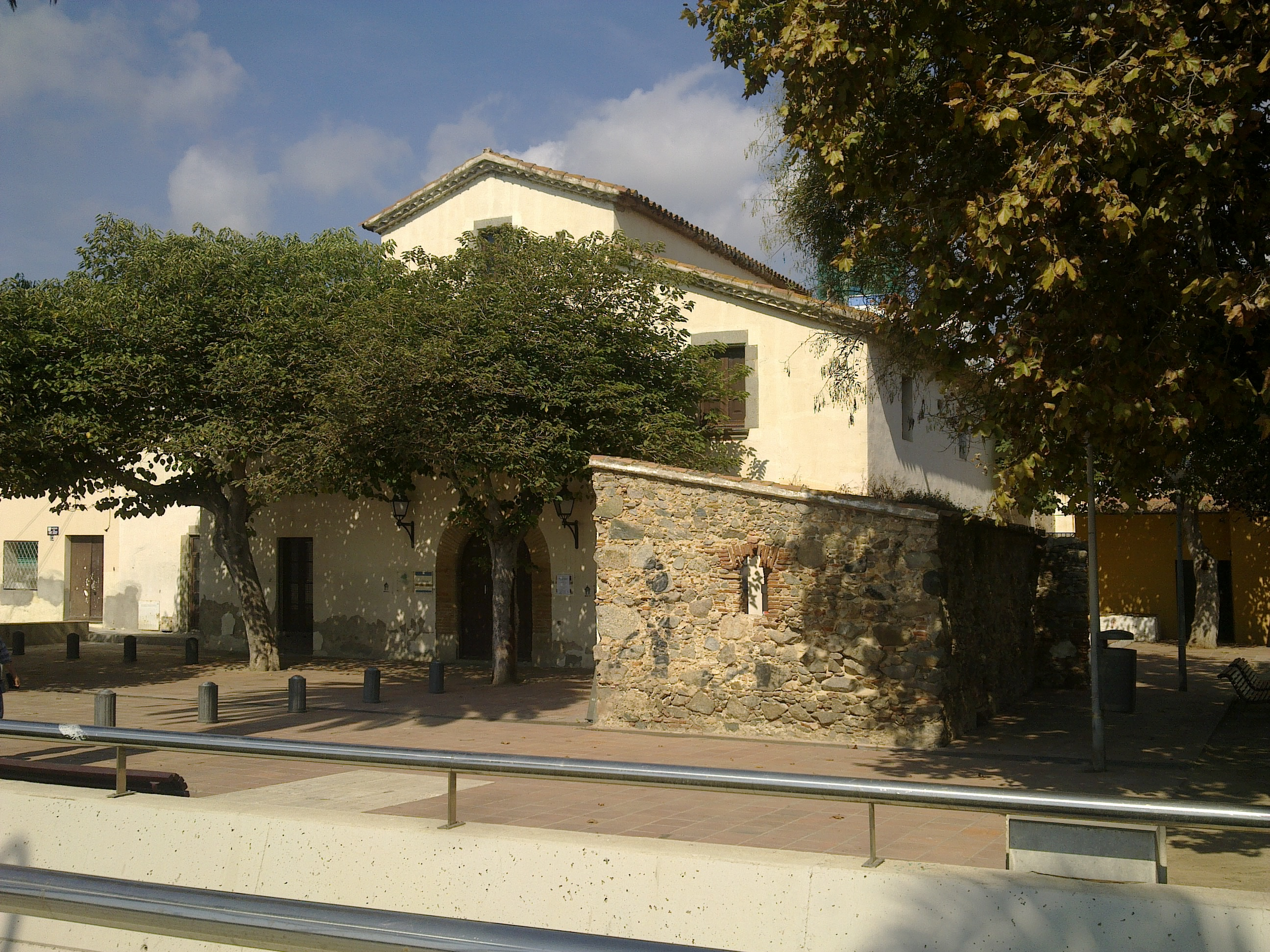
Can Manent
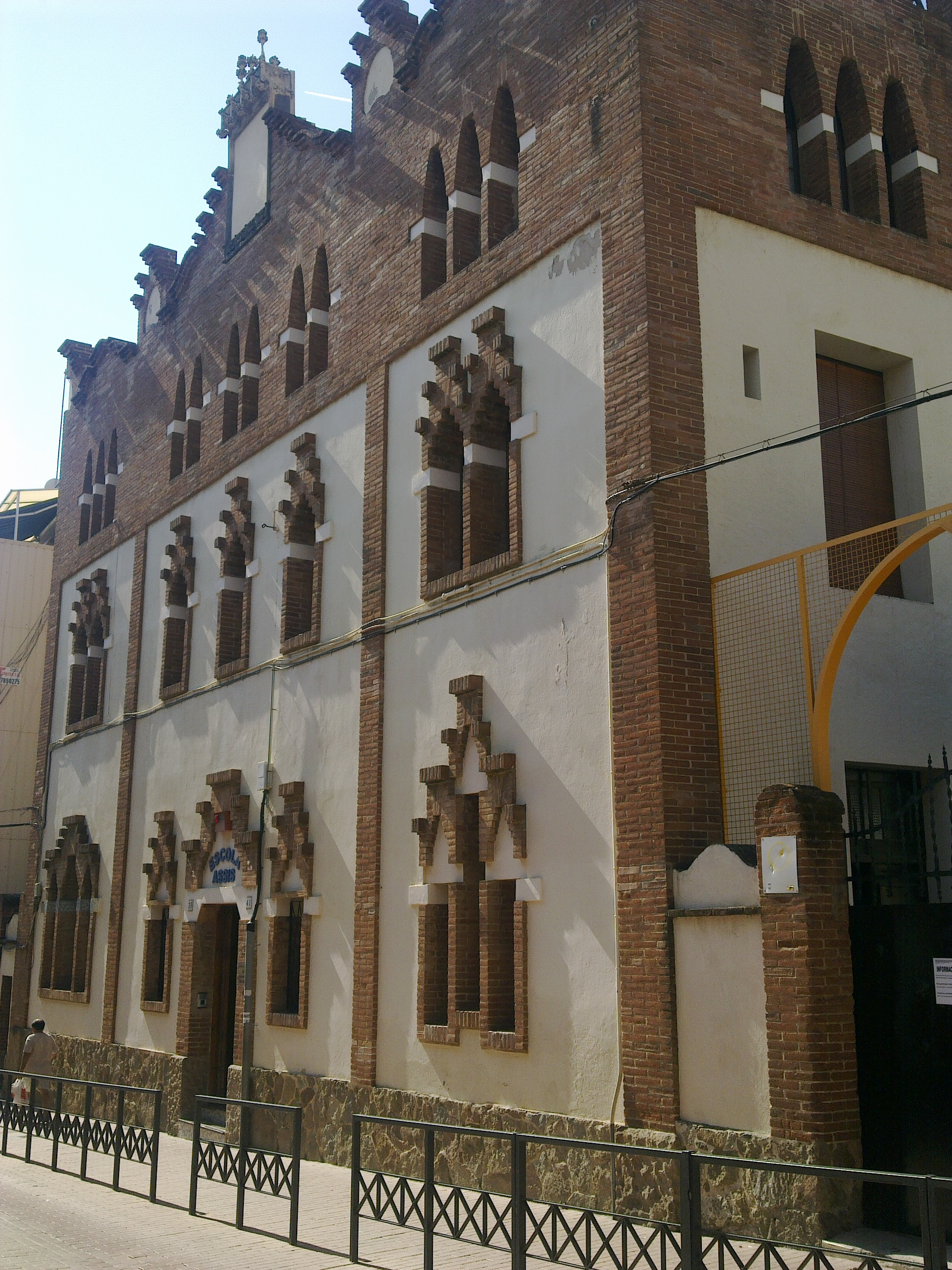
Escola d'Assís
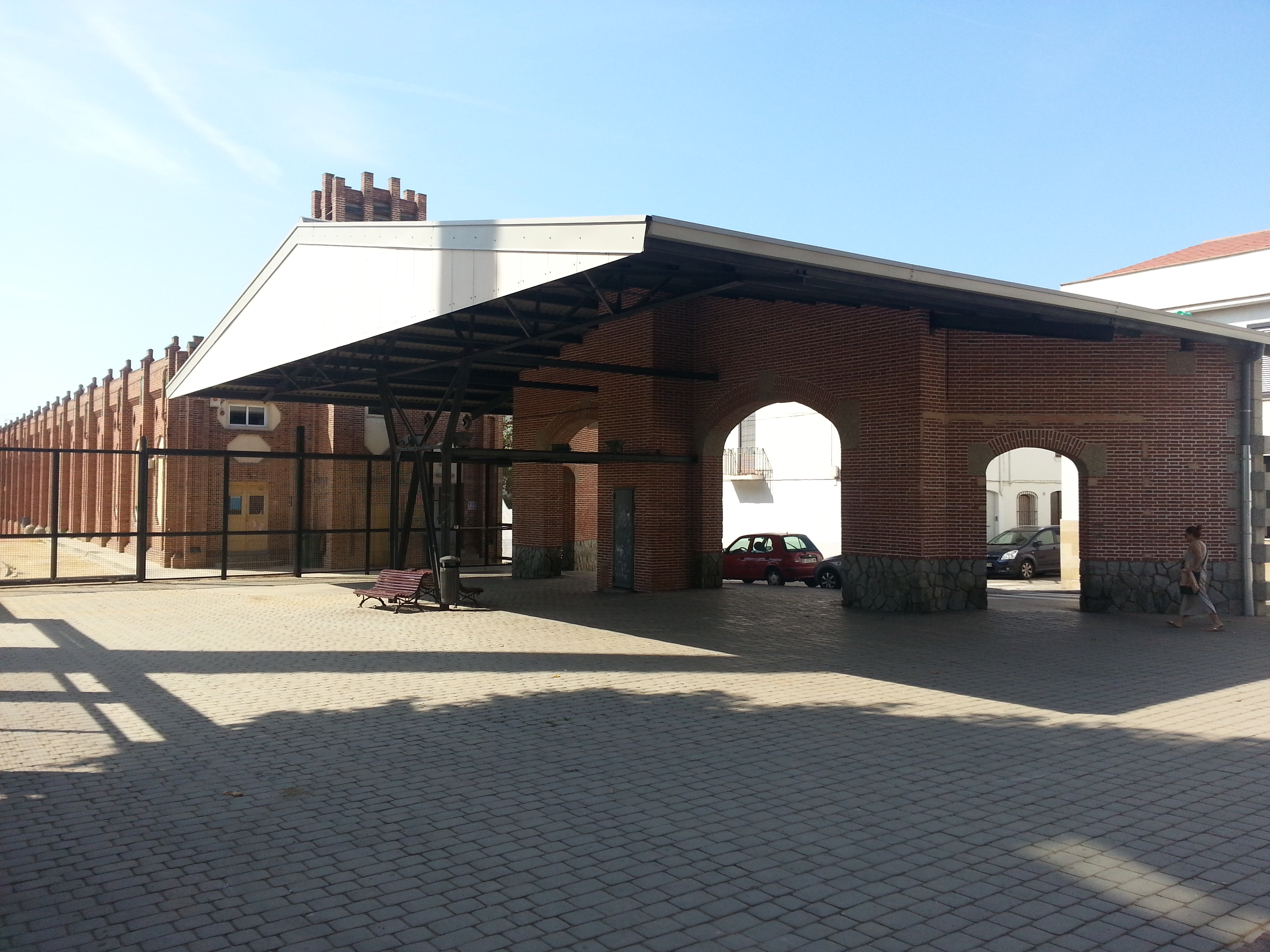
Fàbrica La Lió, Porxo
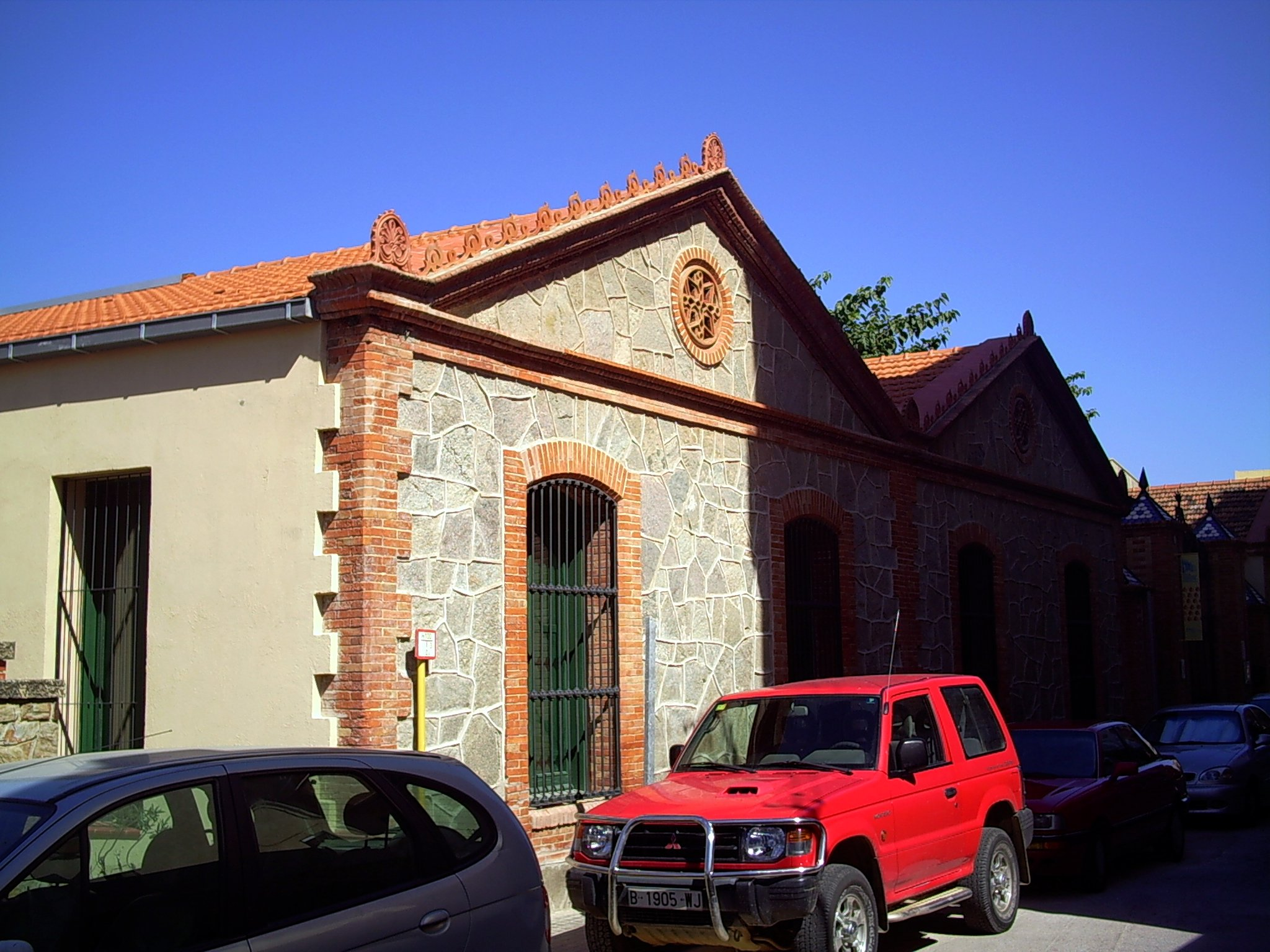
Fàbrica del Gas
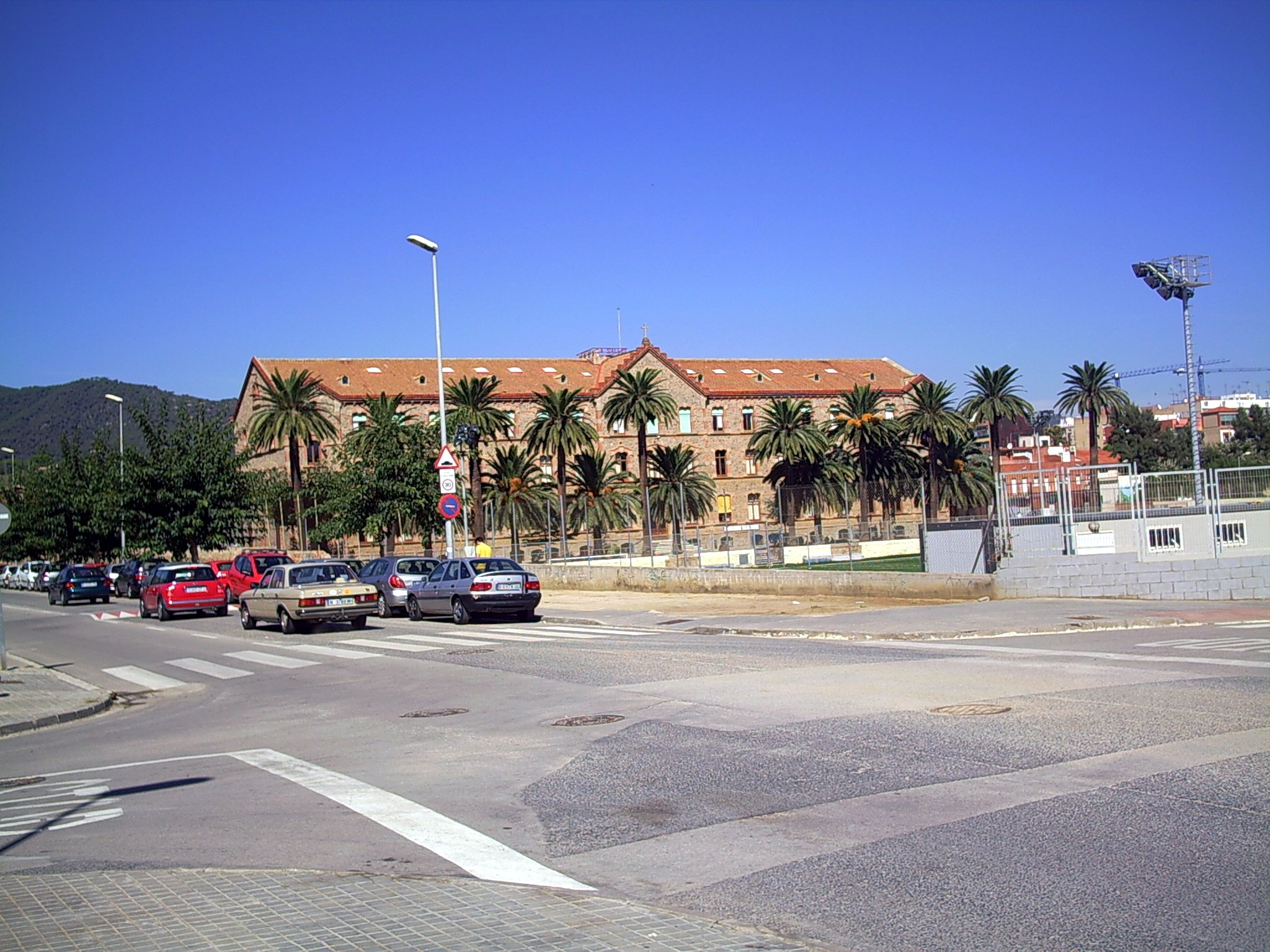
Escola la Salle
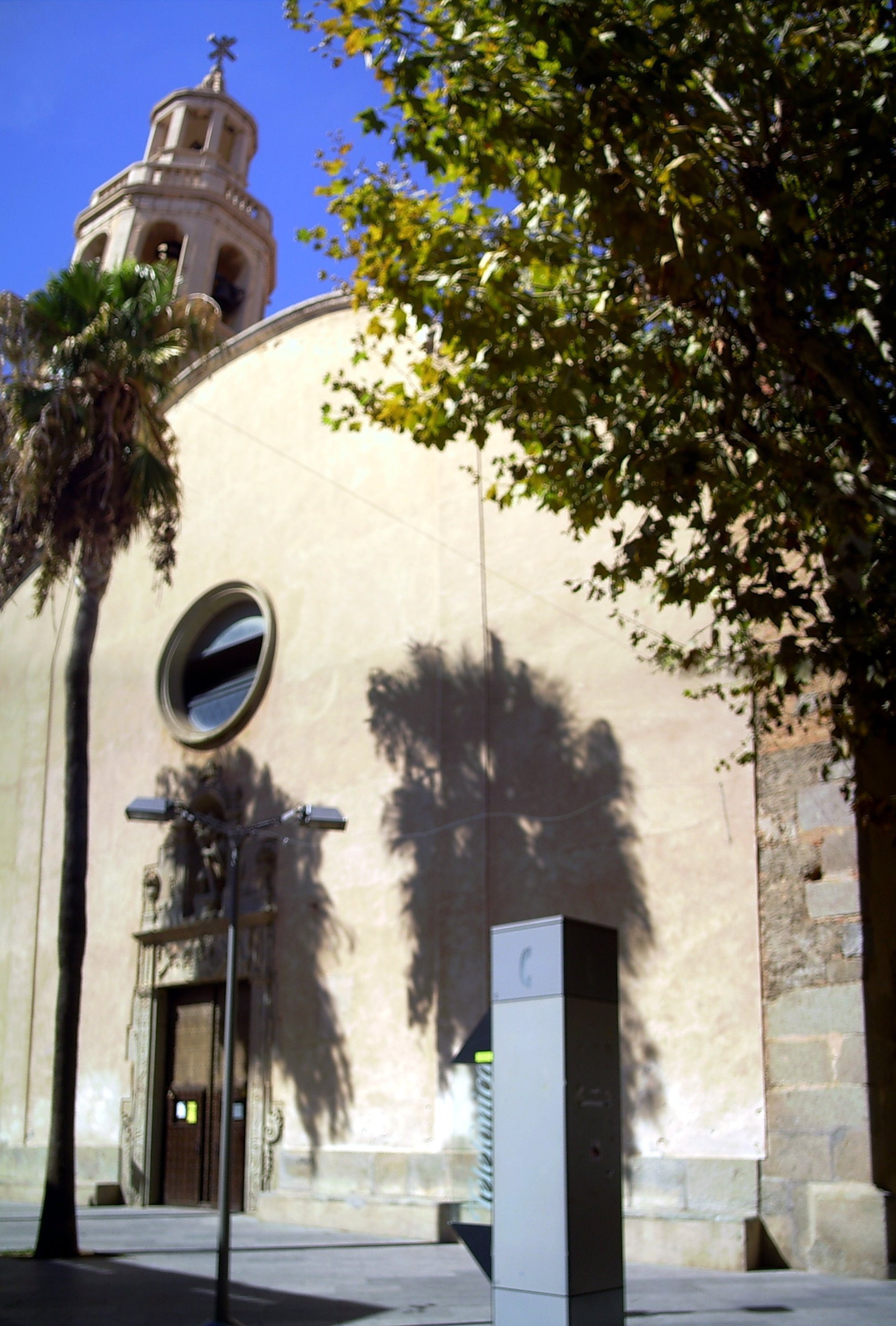
Església de Sant Cristòfol
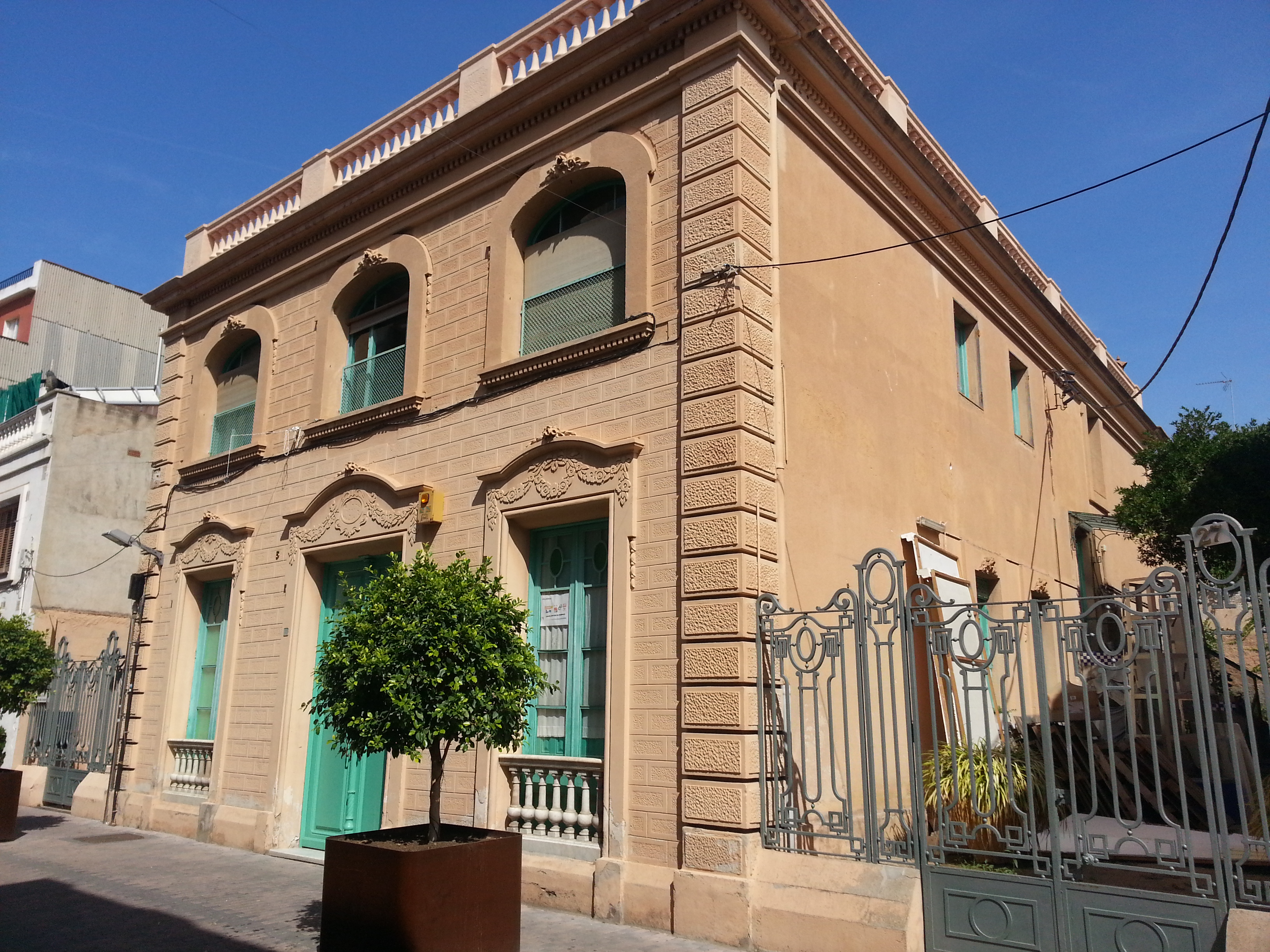
Can Roure, façana
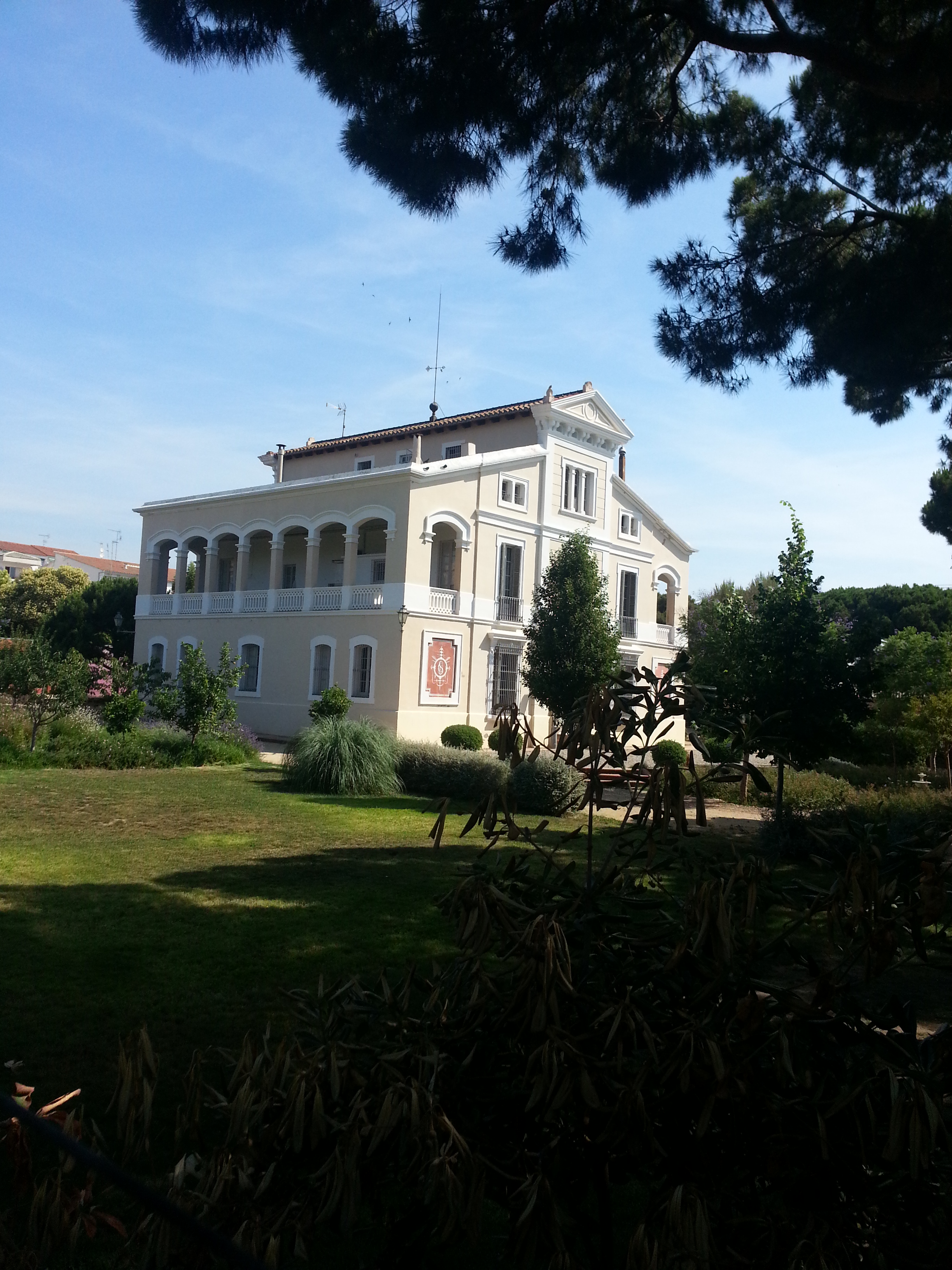
Can Ribas, vista Est
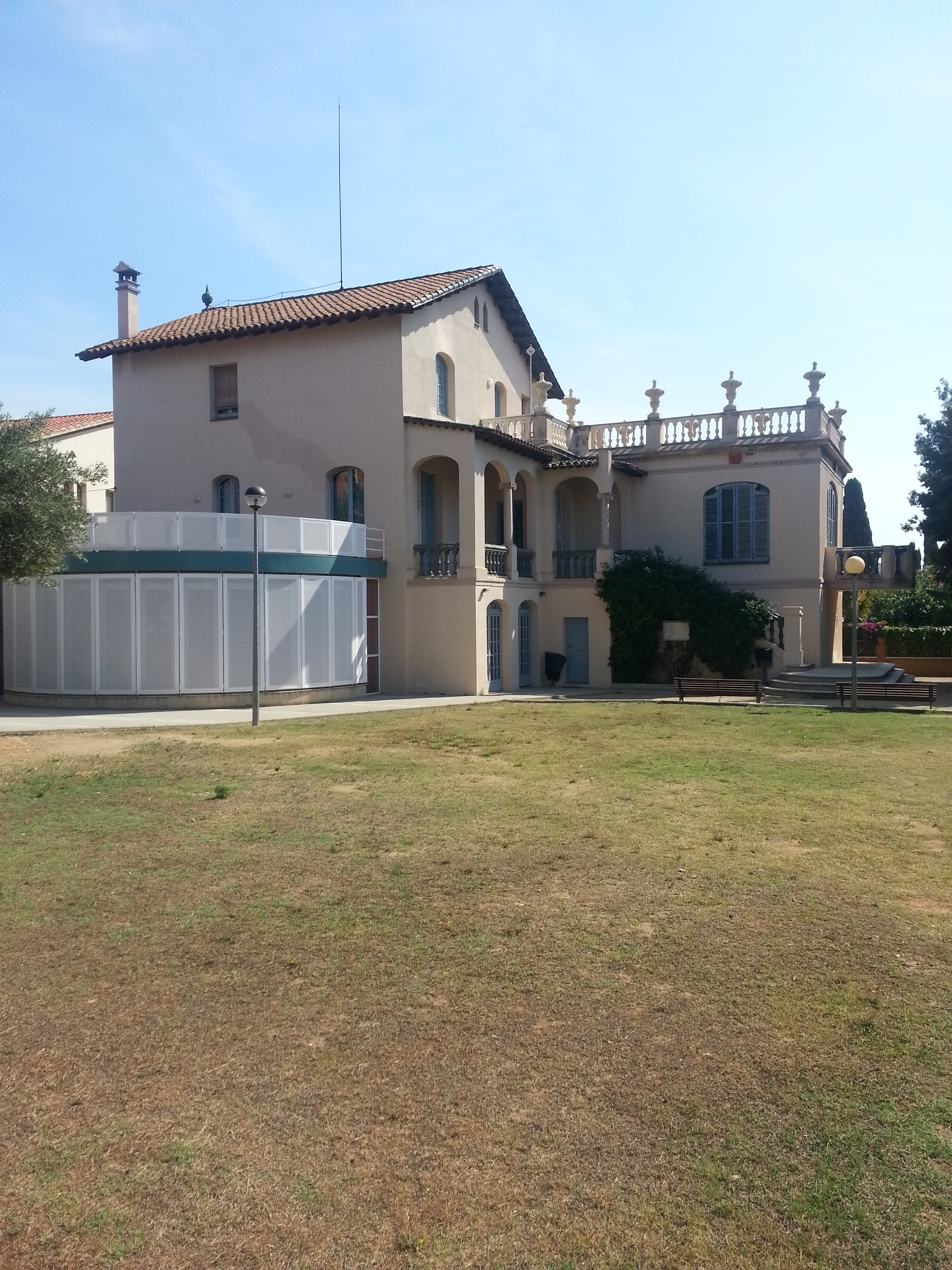
Can Maristany
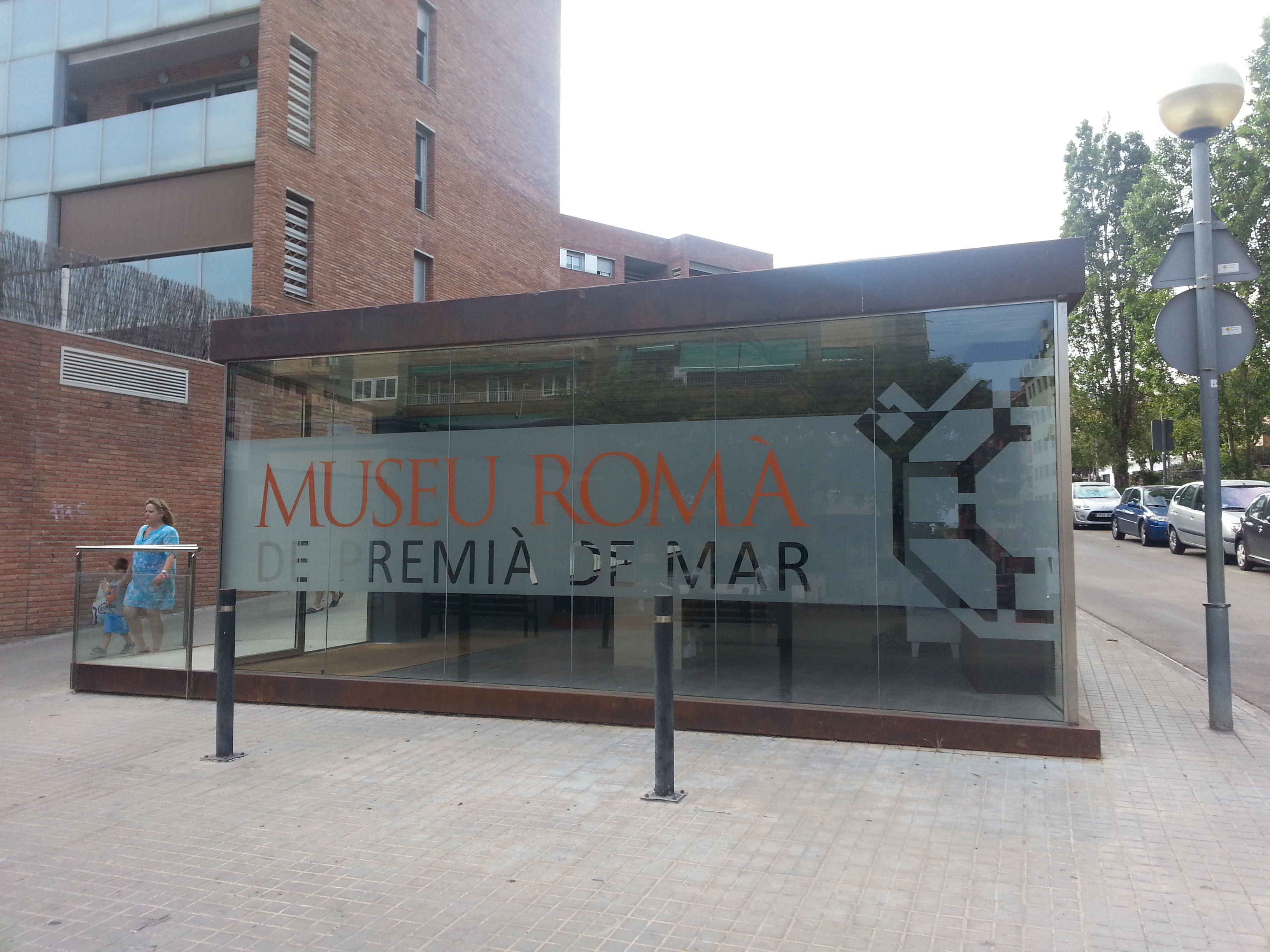
Jaciment de Can Farrerons

### Platges

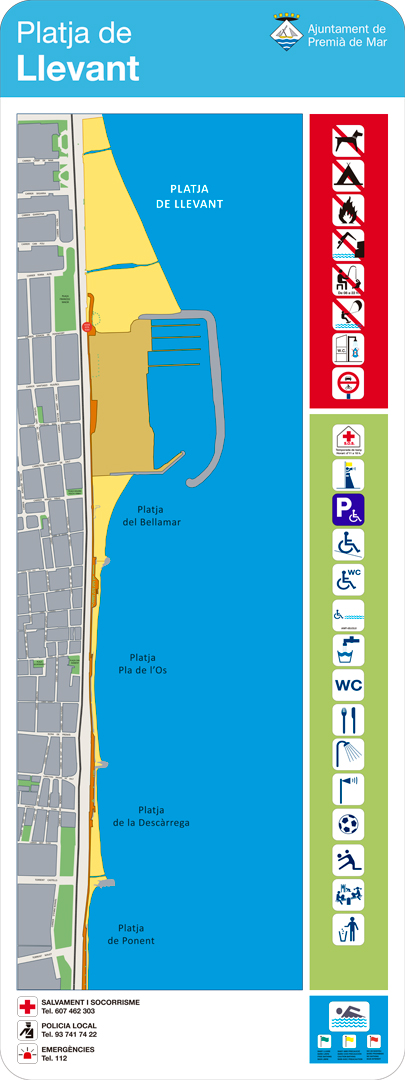
Platges Premià de Mar

Premià de Mar compta amb 2,5 km de litoral, al llarg dels quals s'hi troben 5 platges: platja de Llevant, platja de Bellamar, Pla de l'Os, Platja de la Descàrrega i Platja de Ponent. Com a espai d'oci i lleure, durant la temporada d'estiu les platges incorporen els serveis necessaris pel bon desenvolupament de l'activitat que s'hi realitza. L'Agència Catalana de l'Aigua etiqueta la Qualitat Microbiològica de l'aigua de bany (Directiva 2006/7/CE) de Premià de Mar com a excel·lent.

## Política i administració

### Llista d'alcaldes
Els alcaldes aquí llistats corresponen al període entre el restabliment de les primeres eleccions democràtiques posteriors a la mort de Franco fins avui.
| Període                            | Alcalde o alcaldessa                               | Partit polític          | Data de possessió     | Observacions                      |
| ---------------------------------- | -------------------------------------------------- | ----------------------- | --------------------- | --------------------------------- |
| 1979–1983                          | Josep Torrents i Morales                           | ERC                     | 19/04/1979            | --                                |
| 1983–1987                          | Josep Maria Molina i Morales                       | PSC                     | 28/05/1983            | --                                |
| 1987–1991                          | Josep Torrents i Morales                           | Nova Opció Premianenca  | 30/06/1987            | --                                |
| 1991–1995                          | Josep Torrents i Morales                           | CiU                     | 15/06/1991            | --                                |
| 1995–1999                          | Maria Jesús Fanego Lorigados                       | PSC                     | 17/06/1995            | --                                |
| 1999–2003                          | Maria Jesús Fanego Lorigados                       | PSC                     | 03/07/1999            | --                                |
| 2003–2007                          | Jaume Batlle i Garria                              | CiU                     | 14/06/2003            | --                                |
| 2007–2011                          | Miquel Buch i Moya                                 | CiU                     | 16/06/2007            | --                                |
| 2011–2015                          | Miquel Buch i Moya                                 | CiU                     | 11/06/2011            | --                                |
| 2015–2019                          | Miquel Buch i Moya Miquel Àngel Méndez i Gil       | CiU                     | 13/06/2015 13/12/2017 | Dimissió/renúncia --              |
| 2019-2023                          | Miquel Ángel Méndez i Gil Rafael Navarro i Álvarez | Junts per Premià de Mar | 15/06/2019 19/12/2020 | Dimissió/renúncia Pacte Junts+PSC |
| Des de 2023                        | n/d                                                | n/d                     | 17/06/2023            | --                                |
| Fonts: Ajuntament de Premià de Mar |                                                    |                         |                       |                                   |

### Composició de la corporació municipal
| Eleccions municipals de 26 de maig de 2019 - Premià de Mar |                                                                              |                                     |                                     |         |          |          |
| Candidatura | Candidatura                                                                  | Candidatura                         | Cap de llista                       | Vots    | Vots     | Regidors |
| | Junts per Premià de Mar - Partit Demòcrata                                   |                                     | Miquel Àngel Méndez                 | 2.745   | 20,90%   | 5 (-2)   |
| | Esquerra Republicana de Catalunya - Junts per Premià - Acord Municipal       |                                     | Josep Maria Ripollès i Ballesteros  | 2.321   | 17,67%   | 5 (+3)   |
| | Crida Premianenca - Candidatura d'Unitat Popular - Alternativa Municipalista |                                     | Andreu Mumbrú Fuxet                 | 1.813   | 13,81%   | 3 (-1)   |
| | Partit dels Socialistes de Catalunya - Candidatura de Progrés                |                                     | David Gutiérrez López               | 1.753   | 13,35%   | 3 (+1)   |
| | Ciutadans - Partit de la Ciutadania                                          |                                     | José María Cano Navarro             | 1.497   | 11,40%   | 3 ()     |
| | Premià En Comú Podem - En Comú Guanyem                                       |                                     | Elena Martín Díaz                   | 1.302   | 9,91%    | 2 ()     |
| | Altres candidatures                                                          |                                     |                                     | 1.629   | 12,41%   | 0 ( -1)  |
| | Vots en blanc                                                                |                                     |                                     | 72      | 0,55%    |          |
| Total vots vàlids i regidors | Total vots vàlids i regidors                                                 | Total vots vàlids i regidors        | Total vots vàlids i regidors        | 13.164  | 100 %    | 21       |
| | Vots nuls                                                                    | Vots nuls                           | Vots nuls                           | 32      | 0,24%    |          |
| Participació (vots vàlids més nuls) | Participació (vots vàlids més nuls)                                          | Participació (vots vàlids més nuls) | Participació (vots vàlids més nuls) | 100.129 | 63,88%** |          |
| Abstenció | Abstenció                                                                    | Abstenció                           | Abstenció                           | 7.443*  | 36,12%** |          |
| Total cens electoral | Total cens electoral                                                         | Total cens electoral                | Total cens electoral                | 20.606* | 100 %**  |          |
| Alcalde: Miquel Àngel Méndez (Junts per Catalunya) Per ser la llista més votada, després de no haver obtingut majoria absoluta dels regidors (5 de Junts per Premià de Mar) |                                                                              |                                     |                                     |         |          |          |
| Fonts: Ajuntament de Premià de Mar (* No són vots sinó electors. ** Percentatge respecte del cens electoral.)                                                               |                                                                              |                                     |                                     |         |          |          |

Pacte de govern: el 22 de juny del 2020, Junts per Premià de Mar i el PSC arriben a un acord per governar de forma conjunta en minoria. L'alcade nomenat és Miquel Àngel Mendez, qui dimiteix a finals del 2020 per una pressió constituïda pel poble per una mala gestió de l'emergència sanitària de la COVID-19. Una de les residències de Premià de Mar fou destapada per la mala gestió i la Generalitat intervingué després d'amagar 24 morts. En conseqüència, en Rafa Navarro Álvarez és nomenat el nou alcalde de Premià de Mar.

## Comunicacions
Premià de Mar disposa de molt bones comunicacions tant amb transport públic com privat. Pel que fa al vehicle privat, la ciutat està connectada amb Mataró, la capital de comarca i amb Barcelona a través de l'autopista de peatge C-32 El Vendrell - Blanes.
Alhora, disposa actualment d'una estació de ferrocarril (en espera de la construcció de la segona) on efectuen parada tots els trens de la línia R1 de la xarxa de rodalia de Barcelona, (Hospitalet de Llobregat-Maçanet/Massanes), amb una freqüència de pas que oscil·la entre els 6 minuts en hora punta i els 10 minuts en hora vall. A més a més, també hi para l'RG1 (Hospitalet-Figueres).
Els veïns i veïnes han lluitat durant anys per l'obertura de l'estació al barri de Can Pou - Camp de Mar, però tot i construir-se un baixador el 1964, aquest mai ha entrat en funcionament. En els darrers anys, el Ministeri de Foment ha inclòs repetidament la partida al pressupost per obrir el baixador però aquest actuació no s'ha dut a terme mai tot i ser una zona d'alta afluència des dels municipis de Premià de Dalt i Vilassar de Dalt.
A més a més, Premià de Mar disposa de fins a 7 línies d'autobús (5 de diürnes i 2 de nocturnes) que connecten el municipi amb les localitats de la rodalia i també amb les principals ciutats de la comarca.

### Línies d'autobús diürnes
La línia C3/4 connecta directament per l'autopista la ciutat amb Barcelona. La línia C10 la connecta amb localitats properes com El Masnou, Vilassar de Mar, Montgat o Badalona realitzant el trajecte entre Barcelona i Mataró a través de la Nacional II. D'altra banda, la línia C30 connecta la vila amb l'Hospital de Mataró a través de Vilassar de Mar i Cabrera de Mar. Finalment, les línies C14 i C31 connecten el centre de la ciutat (amb origen a l'estació de tren) amb les localitats de Premià de Dalt i Vilassar de Dalt respectivament.

### Línies d'autobús nocturnes
Les dues línies d'autobús nocturnes que circulen per Premià de Mar són la N-80 i la N-81. Ambdues connecten la ciutat amb el centre de Barcelona per l'autopista. La primera té com a origen Mataró i la segona parteix de Vilassar de Dalt i es dirigeixen a la capital catalana un cop han fet parada també en altres localitats com Montgat (N-80) o Alella (N-81).

## Esports
Entre les societats esportives localitzades a Premià de Mar cal destacar-ne:
- Associació Esportiva La Salle Premià de Mar
- Club Patinatge Artístic Premià
- Club Esportiu Premià (futbol)
- Club Nàutic Premià
- Maresme Pàdel Club
- Club Tennis Premià
- C.F.S Atlètic Premià de Mar
- Agrupació Bàsquet Premià
- Club Natació Premià
- Club Voleibol Santa Maria Premià de Mar
- Associació Esportiva l'Empenta
- Club Ciclista Routier

## Premianencs notables
Nascuts i/o morts a Premià de Mar:
- Laia Artigas (2012), actriu i proposada als Oscars com a millor pel·lícula de parla no anglesa.[79]
- Gervasi Deferr Ángel (1980), exgimnasta artístic guanyador de tres medalles olímpiques.[80]
- Mariano Díaz Mejía (1993), futbolista i jugador del Reial Madrid.[81]
- Josep Estrada i Almorín (1918-1994), exfutbolista i jugador al Futbol Club Barcelona.[82]
- Albert Moncasi Vasco (1986), ugador de bàsquet cedit al Club Baloncesto Múrcia des del FC Barcelona.[83]
- Francesc Rubio i Lloveras (1963), expilot d'enduro, cinc vegades Campió d'Espanya en categoria 80 cc.[84]
- Josep Sardà i Reina (1972), expilot de motociclisme de velocitat.[85]

- Alfred Cisa Duran (1894-1936), sacerdot i màrtir de la Diòcesi de Barcelona.[86]
- Benilde Josep Casademunt Ribas (1872-1936), germà de les Escoles Cristianes que fou assassinat durant la guerra civil espanyola.[87]

- Joan Capdevila Duran (1891-1936), periodista del diari El Matí i màrtir en la guerra civil espanyola.[88]

- Miguel Febres Cordero (1854-1910), religiós equatorià, membre de la congregació dels Germans de les Escoles Cristianes.[89]
- David Grau i Abadal (1972), guionista i director de cinema.[90]
- Lluís Mas Franch (1938), físic teòric català que ha treballat en el camp de la teoria de la relativitat general.[91]
- Naím Thomas Mansilla (1980), cantant i actor català principalment conegut pel seu pas per Operación Triunfo en la seva primera edició.[92]